# Beaufort (fromage)
Pour les articles homonymes, voir Beaufort.
Beaufort (/bofɔːʁ/) est l'appellation d'origine d'un fromage au lait cru de vache, à pâte pressée cuite, élaboré en Savoie en France. La production du lait et sa transformation s'effectuent dans une aire comprenant la région du Beaufortain d'où il tire son nom. Il est formé en meule à talon légèrement concave. L'appellation beaufort est préservée commercialement via une Appellation d'origine protégée.
Autrefois, le volume produit par un grand nombre de producteurs fermiers était important, puis il a payé un lourd tribut à l'exode rural et aux  contraintes spécifiques de production laitière qui étaient mal valorisées. Son appellation a été préservée dès 1968 via une AOC. Il est aujourd'hui un des représentants de la cuisine savoyarde : de la fondue savoyarde au gratin de crozets, le beaufort est présent sur de nombreuses tables de lieux touristiques du pays.
Brillat-Savarin l'a surnommé le « Prince des gruyères ».
Sa meilleure période de consommation s'étend d'avril à septembre.

## Histoire

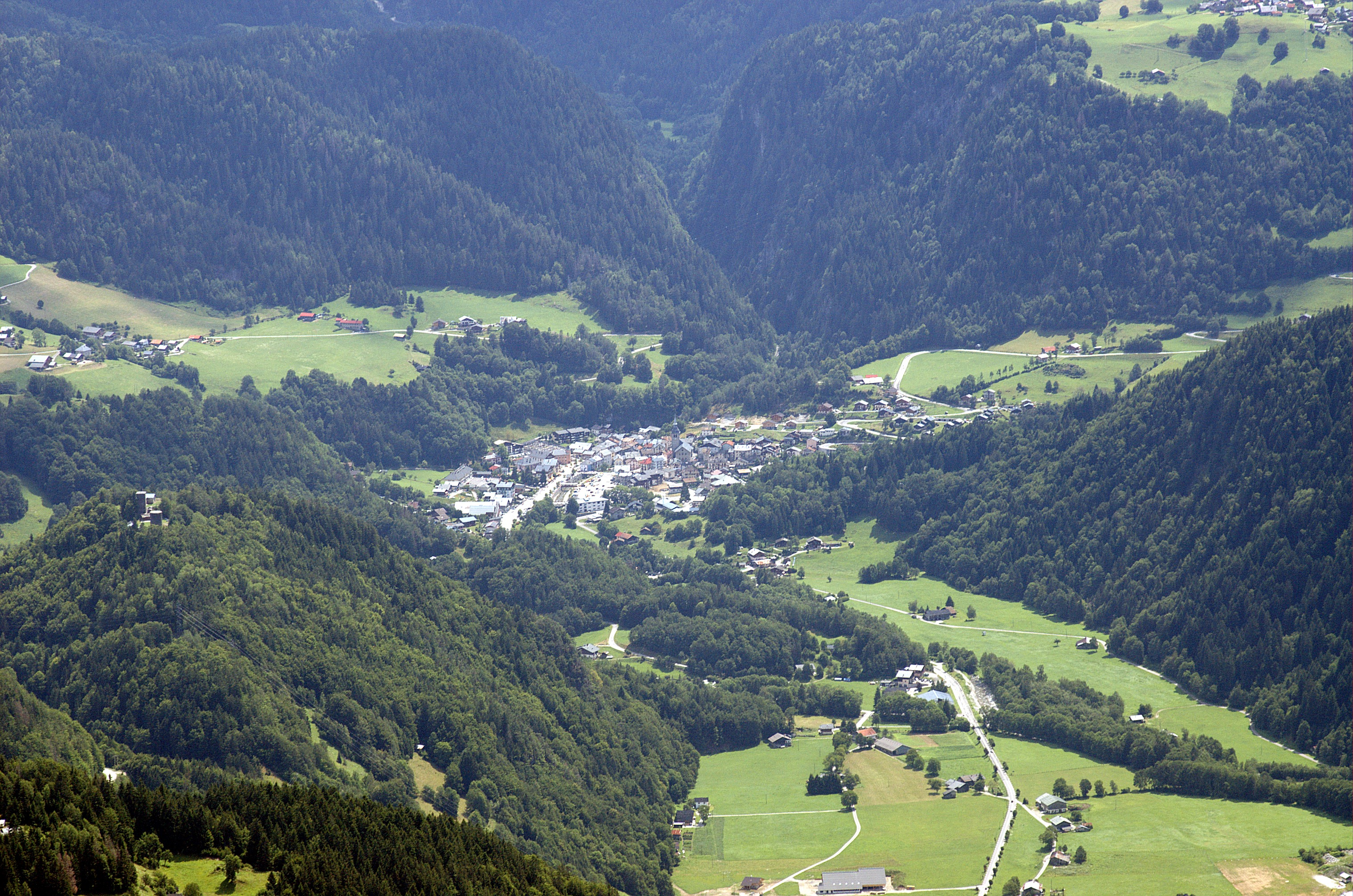
Vue aérienne de Beaufort-sur-Doron, capitale du fromage.

### Premiers peuplements
Les Ceutrons, peuple celte, occupent la région. Pline cite leur fromage, le vatusicum, produit grâce au lait de petites vaches. La région est annexée à l'Empire romain vers 20 av. J.-C. Un domaine appartenant à un certain Lucius aurait existé dans le Beaufortain : la vallée portait le nom de Luciaco ou Villa lucia au Moyen Âge et Hauteluce pourrait aussi en provenir.

### Moyen Âge
À cette époque, un travail colossal est entamé par les paysans : défricher les alpages et créer de gigantesque zones de pâture pour y pratiquer la transhumance. Les abbayes de montagne poursuivent le travail et instaurent un système original de valorisation des alpages, l'usage commun. Une certaine indépendance des paysans vis-à-vis du pouvoir politique et religieux s'instaure. Les cartulaires recensent les actes permis : tenues d'assemblées générales, élection de syndics et de conseillers, instauration de taxes, tout cela tourné vers la gestion commune de vastes prairies. L'autonomie relative est tolérée par les seigneurs et évêques dans la mesure où le pouvoir est lointain et que les décisions ne vont pas à l'encontre de celle des possédants.
À l'époque, le lait des vaches est transformé en un fromage nommé « vachelin ». Déjà, l'usage a consacré les fromages de grosse taille à pâte pressée. Compacts, ils sont plus faciles à conserver et à transporter pour la vente.
Durant cette période, le beaufort a été un des éléments centraux des d'échanges commerciaux grâce notamment à la route du sel. Cette dernière traversait le massif de la Vanoise par le col du même nom, permettant d'échanger ce précieux fromage réputé depuis l'époque romaine et le sel exploité aux mines de Salins en Tarentaise, contre étoffes et épices, en Italie, via le col du Mont-Cenis.
Ainsi à partir de cette époque, le fromage va être la cheville ouvrière de l'économie locale fondée sur l'agropastoralisme.

### Époque moderne
Dès le XVIIe siècle, les paysans du Beaufortain produisent des fromages de type gruyère sous l'appellation de « grovire », grâce au savoir-faire de fromagers provenant du Canton de Fribourg, en Suisse. Sa qualité crée une notoriété hors de ses montagnes natales et durant la Révolution française, le comité de salut public en fait venir 10 000 quintaux pour nourrir Paris.
L'origine de la forme concave de la meule proviendrait de deux raisons possibles. Cette forme évite au fromage de s'affaisser lors de l'affinage et elle permet de lier plus facilement les fromages avec une corde sur le dos de mulet lors de la descente de l'alpage.

### Époque contemporaine
L'appellation « beaufort » associé au fromage remonte à 1865.

#### Lent déclin
Cette production fromagère assure un revenu agricole relativement aisé. Les paysans possèdent un troupeau apte à produire une ou deux meules par traite. Les plus petits éleveurs se regroupent pour arriver aux quantités minimales pour la mise en œuvre d'une laiterie d'alpage. Le vacher monte successivement à plusieurs chalets d'altitude croissante avec son troupeau, pendant que le reste de la famille récolte le fourrage dans la vallée. Le lait trait est transformé sur place. Une société coopérative d'affinage créée en 1939 ouvre quatre caves. Cette structure permet de valoriser au mieux le fromage, auparavant vendu à bas prix dès la descente d'alpage. Les difficultés de la guerre, de la gestion de la structure et l'opposition des affineurs conduisent cette expérience à l'échec.
Dans les années 1960, le lait d'altitude est payé au même prix que celui des grosses fermes de plaine ; avec l'augmentation du coût de la main d'œuvre et l'exode rural, la production chute à 500 tonnes.

#### Renouveau
Quelques agriculteurs vont alors chercher un moyen de produire un fromage de haute qualité, dont le prix de vente puisse rémunérer convenablement ses producteurs, en dépit des surcoûts liés aux contraintes de la montagne. La voie de la coopération est privilégiée pour assurer la transformation, l'affinage et la vente. Des améliorations sont faites au niveau qualitatif par la mise en place d'un service technique associé à des organismes de recherche publics comme l'INRA, mais aussi au niveau du confort de travail (généralisation de la mécanisation de la traite, même en montagne, et des outils de récolte du fourrage).
En parallèle avec ces efforts qualitatifs, une demande de préservation de l'appellation d'origine beaufort est déposée auprès de l'INAO ; cette demande aboutira en 1968 ; la protection sera enregistrée comme appellation d'origine contrôlée. Pour cela, la filière a dû créer un cahier des charges limitant la zone de production du lait et sa transformation aux vallées du Beaufortain, de la Maurienne, de la Tarentaise et d'une partie du val d'Arly. Il a connu des modifications et sa dernière version date du 18 janvier 2001 ». Des évolutions sur l'AOP ont été effectué pour s'adapter à deux évolutions, la robotisation de l'opération de retournement des meules et le ramassage du lait en camion-citerne et non plus en boilles traditionnels. Par ailleurs, le changement climatique a entrainé des difficultés inédites de fourrage pour les vaches laitières dans les années 2020 et des dérogations ont été demandées pour pouvoir les nourrir de concentrés en période de sècheresse. Mais les coopératives tiennent à un label  où le « beaufort sera toujours savoyard, élaboré avec du lait de vache tarine ou abondance, produit dans un système agropastoral ».

#### Un fromage local vecteur d'image

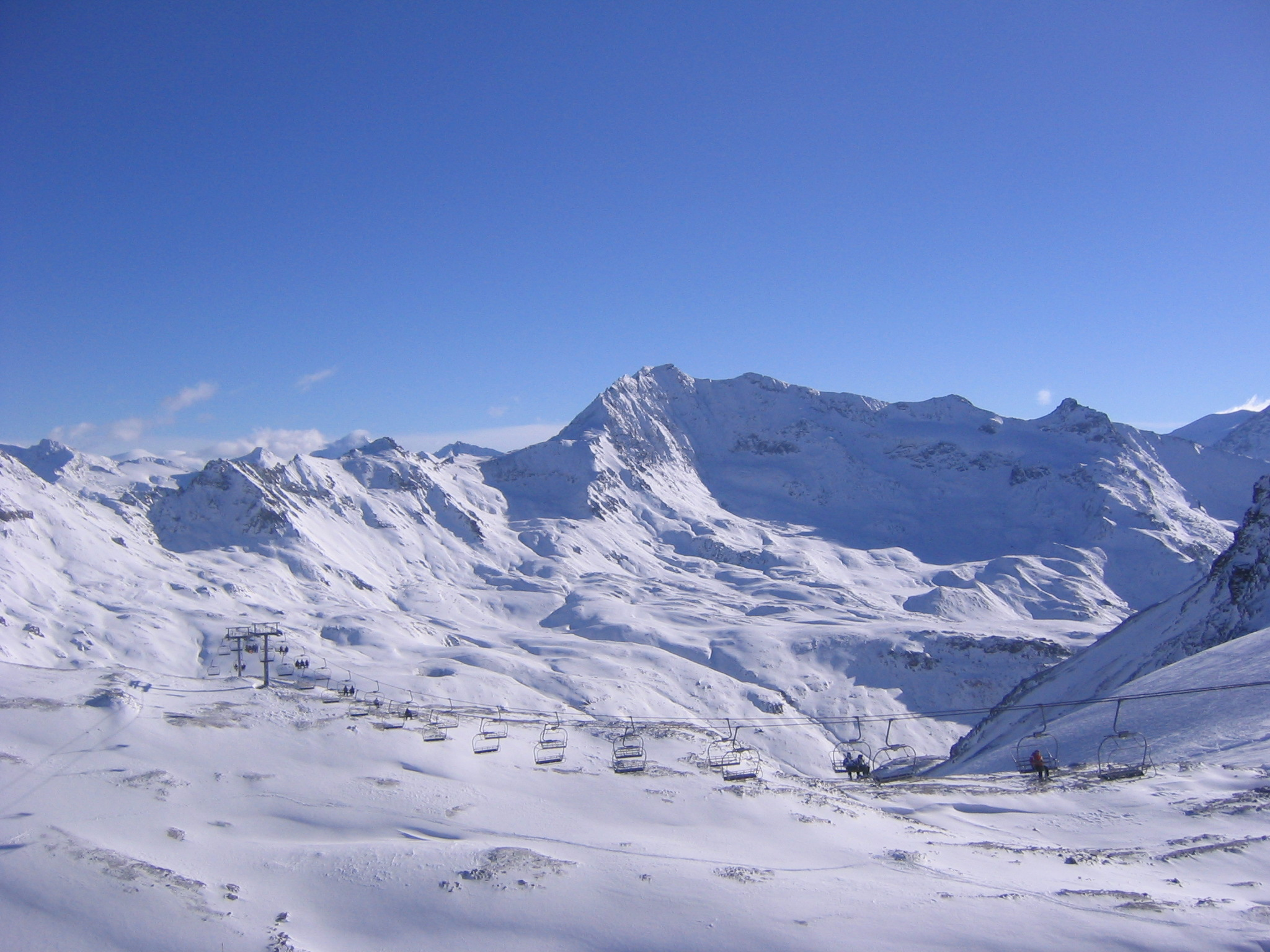
Les alpages d'altitudes sont parfois des zones de sport d'hiver à contre saison ; ici, à Tignes.

Au cours des années 1990, un constat est établi : les agriculteurs producteurs de beaufort valorisent leur lait au tarif le plus élevé de France, mais leur travail est parmi les moins bien rémunérés. Le virage qualitatif, véritable révolution mentale, n'est pas suffisant. Cette disparité provient des conditions difficiles pour produire du fourrage dans des alpages mal équipés et enclavés ou trop morcelés. Ce problème a entraîné une désaffection des jeunes pour l'agriculture. L'emprise de l'urbanisation grignote les prairies de vallée facilement mécanisables.
Les pouvoirs publics locaux ont pris la mesure de la gravité de ce phénomène. Sans aide, ce produit phare de l'agriculture locale risquait de péricliter et la désertification des campagnes menaçait de fermer le paysage autour des villages par l'avancée de la forêt. Or, la diversité des paysages est attractive pour les estivants. D’autre part, le tourisme hivernal exploite les vastes espaces ouverts que sont les prés d'altitude. Leurs herbages, courts et dressés parce que pâturés, retiennent mieux la neige que l'herbe haute, cette dernière se couchant sous le poids et devenant génératrice d'avalanche.
Ces constatations conduisent à une réflexion globale pour un système de soutien à l'agriculture locale ; elle est la solution la moins coûteuse pour garder un paysage attractif dans une région très touristique en toute saison.
En retour à des pratiques anciennes, certains agriculteurs ont fait le choix de ne produire que du fromage d'alpage ou d'été ; le meilleur et le plus rémunérateur. Ils inséminent leurs vaches avec de la semence de taureau de race à viande (limousine, charolaise, etc). L'hiver, la traite est supprimée, le lait étant laissé aux veaux. Cette pratique libère du temps en journée pour occuper un emploi lié au tourisme hivernal.
Ces efforts sont récompensés en 1992, lorsque le beaufort participe à un concours en Autriche : le fromage français y obtient la médaille d'or dans la catégorie des gruyères, devant des fromages suisses, allemands et autrichiens. Depuis le 1er mai 2009, l'appellation d'origine « beaufort » est préservée via le label AOP, un signe officiel de l'Union européenne. À cette date, le logo européen se substitue au logo AOC.

## Terroir d'élaboration

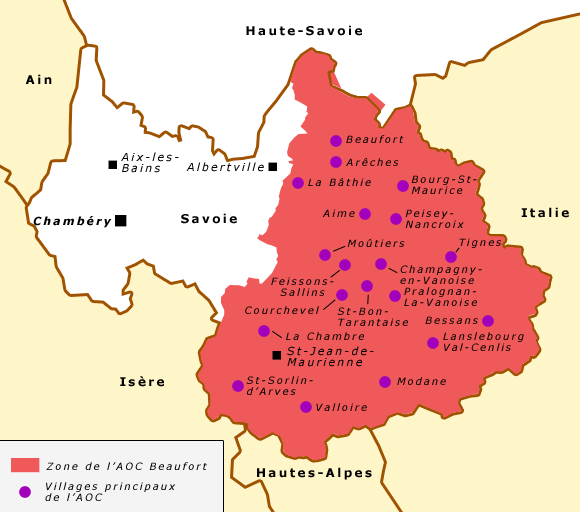
Carte attachée au cahier des charges du fromage beaufort.

### Aire d'appellation
L'aire d'appellation couvre 400 000 hectares dans l'est du département de la Savoie, dans trois vallées coulant est-ouest, celles du Beaufortain, de la Tarentaise et de la Maurienne (plus une partie du Val d'Arly).
Liste des communes du département de la Savoie :
Aigueblanche, Aime-la-Plagne, Albertville, Albiez-le-Jeune, Albiez-Montrond, Les Allues, Aussois, Les Avanchers-Valmorel, Avrieux, La Bâthie, Beaufort-sur-Doron, Bellentre, Bessans, Le Bois, Bonneval, Bonneval-sur-Arc, Bourg-Saint-Maurice, Bozel, Bramans, Brides-les-Bains, Cevins, La Chambre, Champagny-en-Vanoise, La Chapelle, Les Chapelles, Le Châtel, Les Chavannes-en-Maurienne, Cohennoz, La Côte-d'Aime, Crest-Voland, Esserts-Blay, Feissons-sur-Isère, Feissons-sur-Salins, Flumet, Fontaine-le-Puits, Fontcouverte-la-Toussuire, Fourneaux, Freney, La Giettaz, Granier, Hautecour, Hauteluce, Hermillon, Jarrier, Landry, Lanslebourg-Mont-Cenis, Lanslevillard, La Léchère, Mâcot-la-Plagne, Modane, Montagny, Montaimont, Montgellafrey, Montgirod, Montricher-Albanne, Montsapey, Montvalezan, Montvernier, Moûtiers, Notre-Dame-de-Bellecombe, Notre-Dame-du-Cruet, Notre-Dame-du-Pré, Orelle, Peisey-Nancroix, La Perrière, Planay, Pontamafrey-Montpascal, Pralognan-la-Vanoise, Queige, Rognaix, Saint-Alban-des-Villards, Saint-André, Saint-Avre, Saint-Bon-Tarentaise, Saint-Colomban-des-Villards, Saint-Étienne-de-Cuines, Saint-François-Longchamp, Saint-Jean-d'Arves, Saint-Jean-de-Belleville, Saint-Jean-de-Maurienne, Saint-Julien-Mont-Denis, Saint-Marcel, Saint-Martin-d'Arc, Saint-Martin-de-Belleville, Saint-Martin-de-la-Porte, Saint-Martin-sur-la-Chambre, Saint-Michel-de-Maurienne, Saint-Nicolas-la-Chapelle, Saint-Oyen, Saint-Pancrace, Saint-Paul-sur-Isère, Saint-Rémy-de-Maurienne, Saint-Sorlin-d'Arves, Sainte-Foy-Tarentaise, Sainte-Marie-de-Cuines, Salins-les-Thermes, Séez, Sollières-Sardières, Termignon, Tignes, Tours-en-Savoie, Val-d'Isère, Valezan, Valloire, Valmeinier, Villard-sur-Doron, Villarembert, Villargondran, Villarlurin, Villarodin-Bourget.
Liste des communes dans le département de la Haute-Savoie :  Les Contamines-Montjoie, Praz-sur-Arly

### Terroir climatique et pédo-géologique

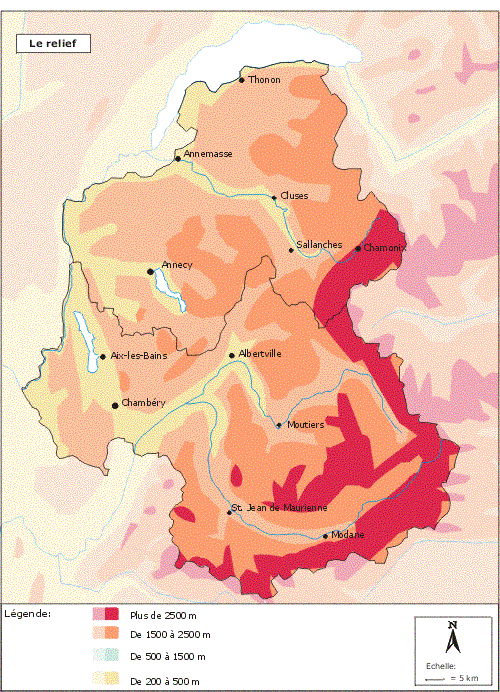
Relief de la Savoie.

Le terroir d'appellation concerne des zones de moyenne et de haute montagne. Il s'agit de massifs montagneux sur un socle rocheux de l'ère primaire, découpés par trois vallées est-ouest d'origine glaciaire. Les communications nord-sud sont conditionnées par l'ouverture de cols lors de la fonte des neiges.

Quelques alpages variés de l'aire d'appellation beaufort.
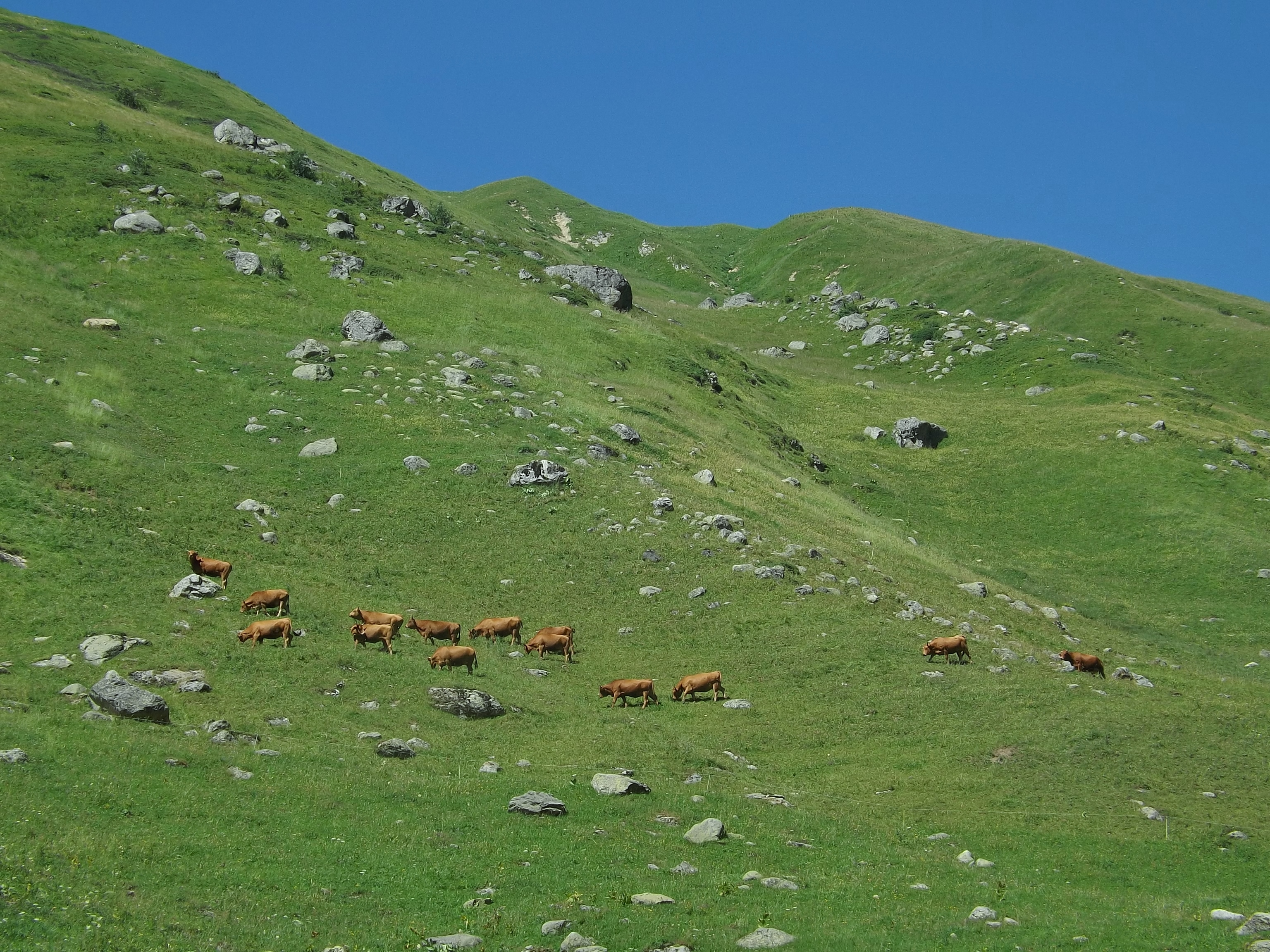
Troupeau à la Gittaz dans la commune de Beaufort.
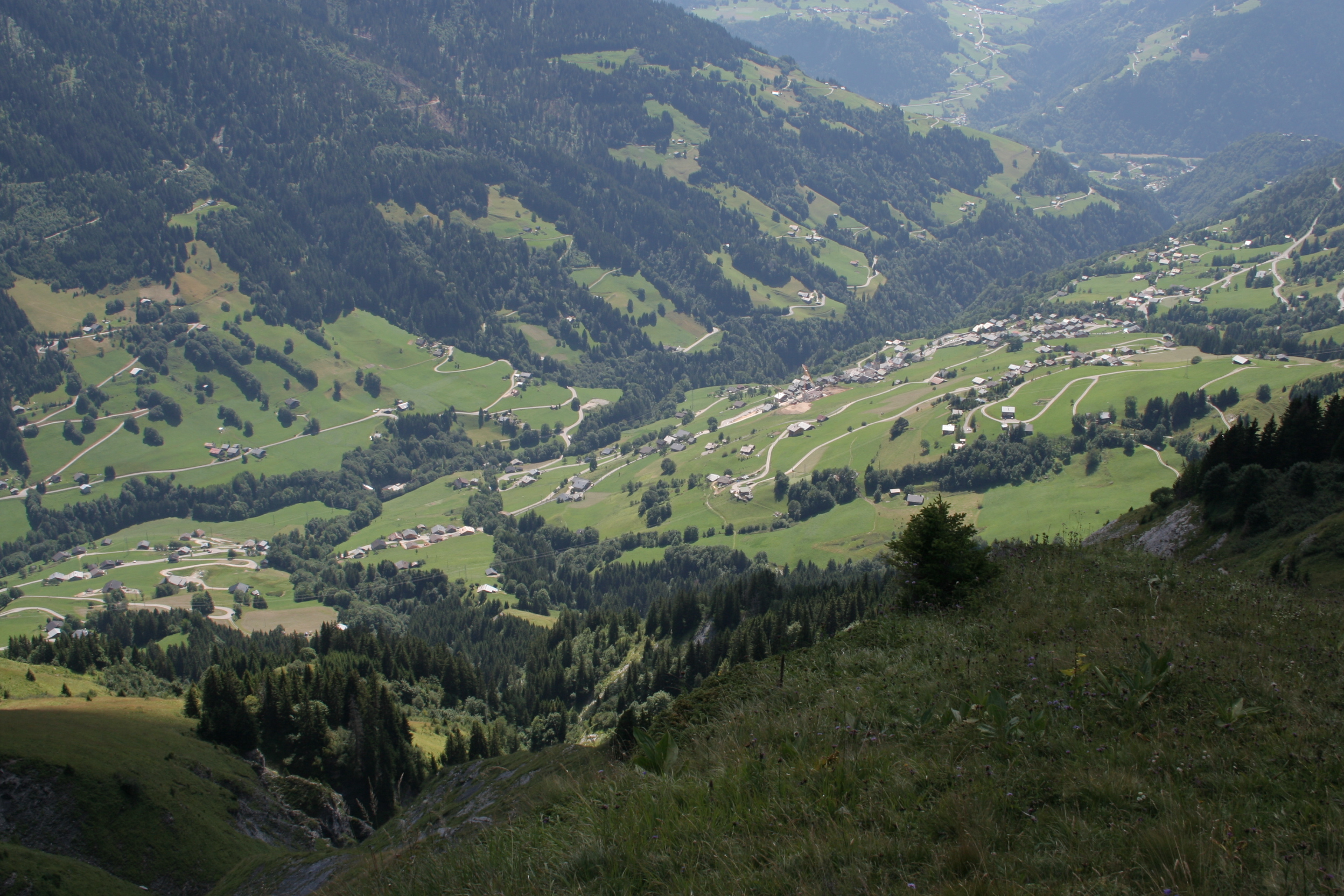
Pâturages à Hauteluce dans le Beaufortain.
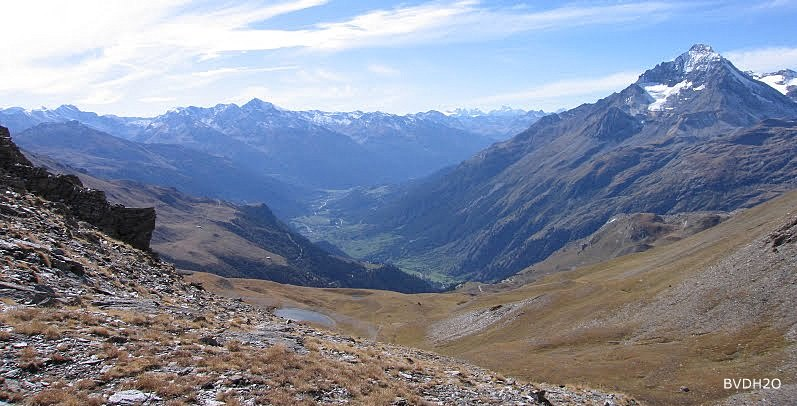
Hauts alpages en Maurienne en septembre, où l'herbe est déjà jaunie.
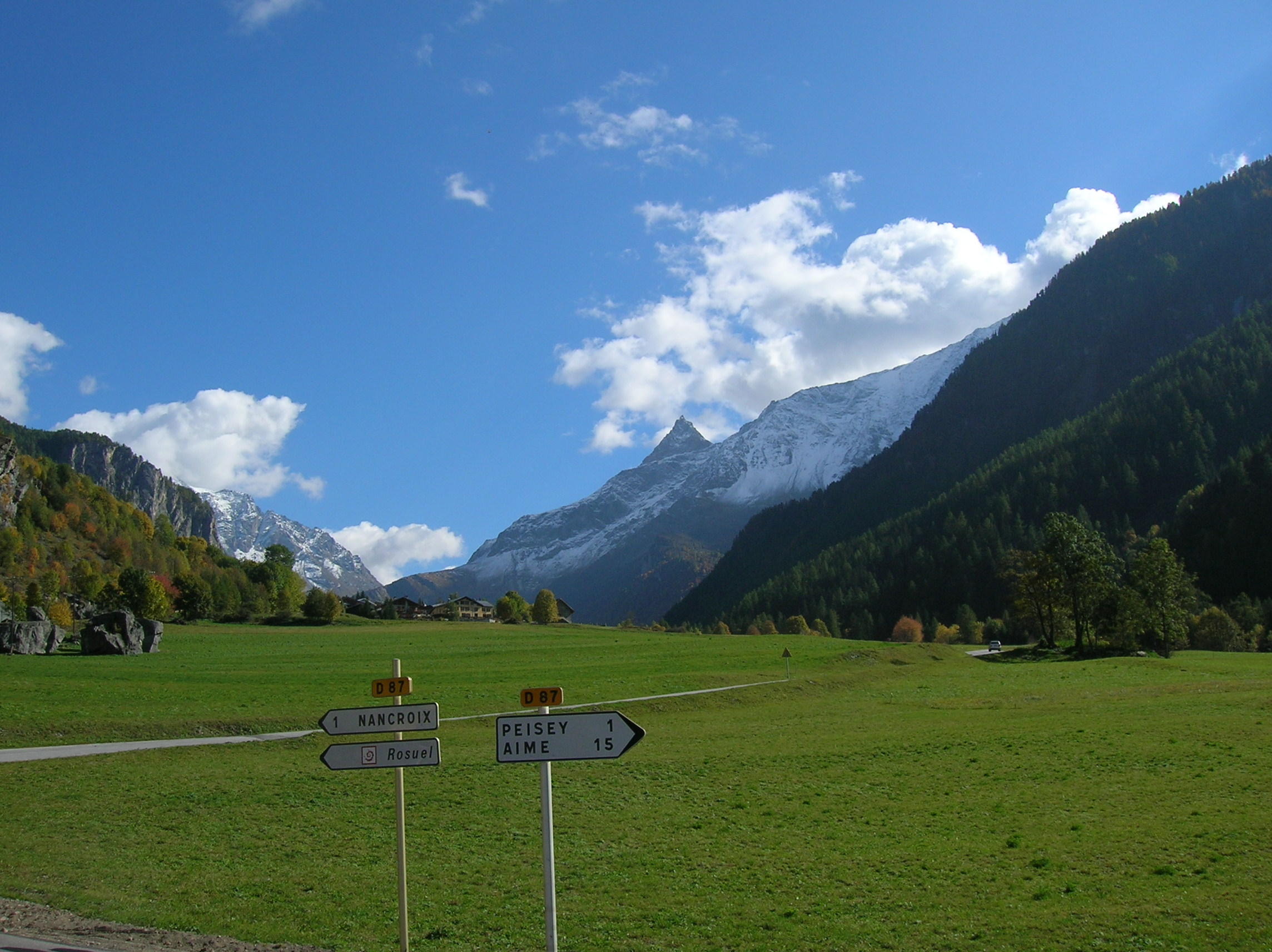
Alpages de la Vanoise à Peisey-Nancroix (Tarentaise).
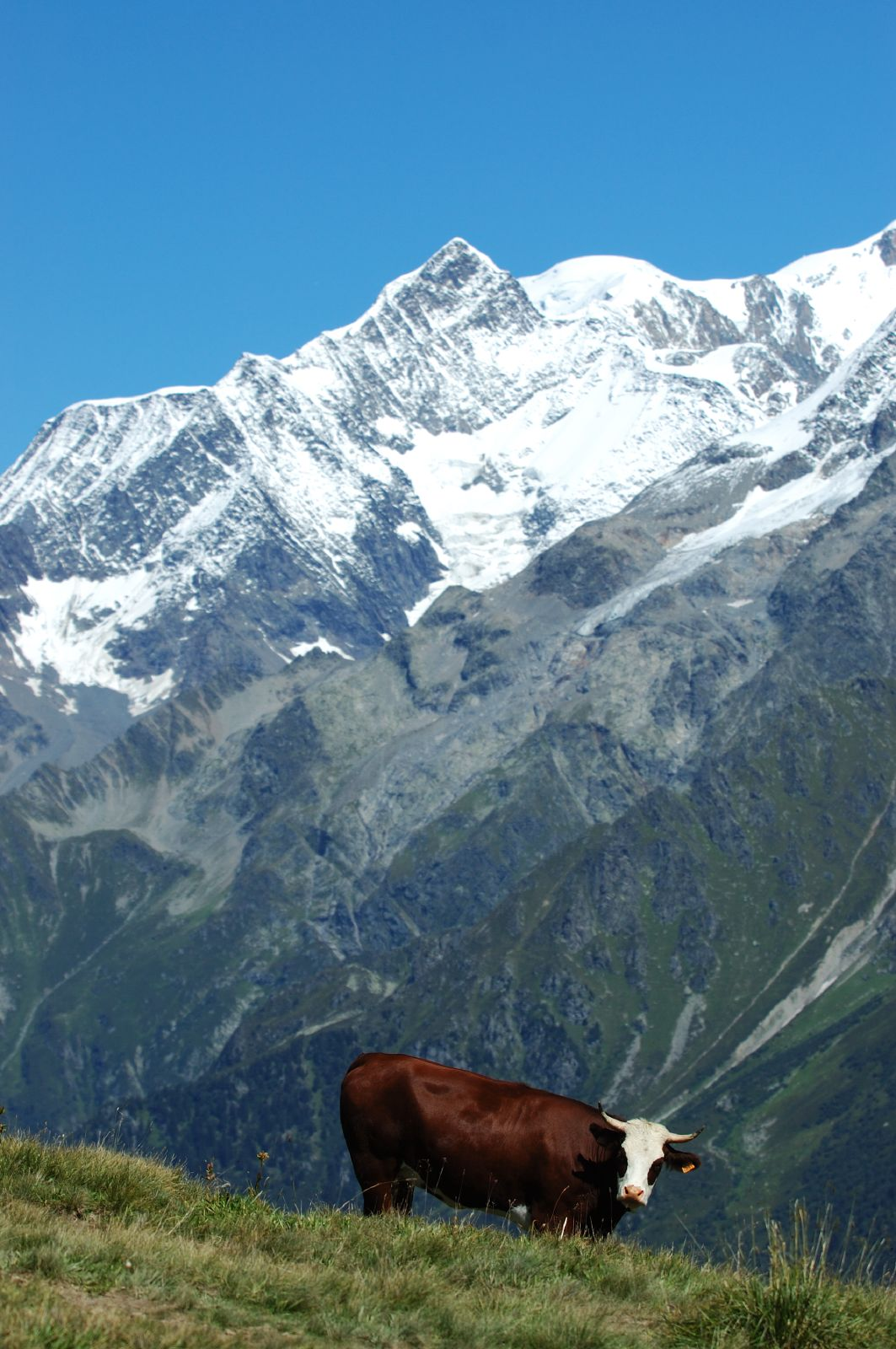
Vache de race abondance sur un alpage du Val Montjoie.

Cette région subit un rude climat montagnard. Le massif arrête les perturbations arrivant de l'ouest, et les nuages se déchargent de leur humidité en franchissant le relief. Cet aspect donne des précipitations abondantes (1 500 à 1 800 mm par an) et réparties de manière relativement homogène. Cette humidité couplée au ruissellement de fonte des neiges assure une pousse abondante de l'herbe. Cependant, il peut se produire des périodes sèches qui conduisent les éleveurs à devoir charrier de l'eau pour abreuver le troupeau, ou, à l'inverse, de violents orages, transformant les ruisseaux en torrents. Ces aléas sont surtout néfastes aux pâtures et aux prairies de fauche.
Les températures diminuent de 5,5 °C par 1 000 mètres en moyenne. Ce phénomène réduit la période de végétation en altitude. Durant l'histoire de la région, la surface fourragère a évolué au rythme du climat, diminuant notablement durant le petit âge glaciaire entre 1650 et 1850.

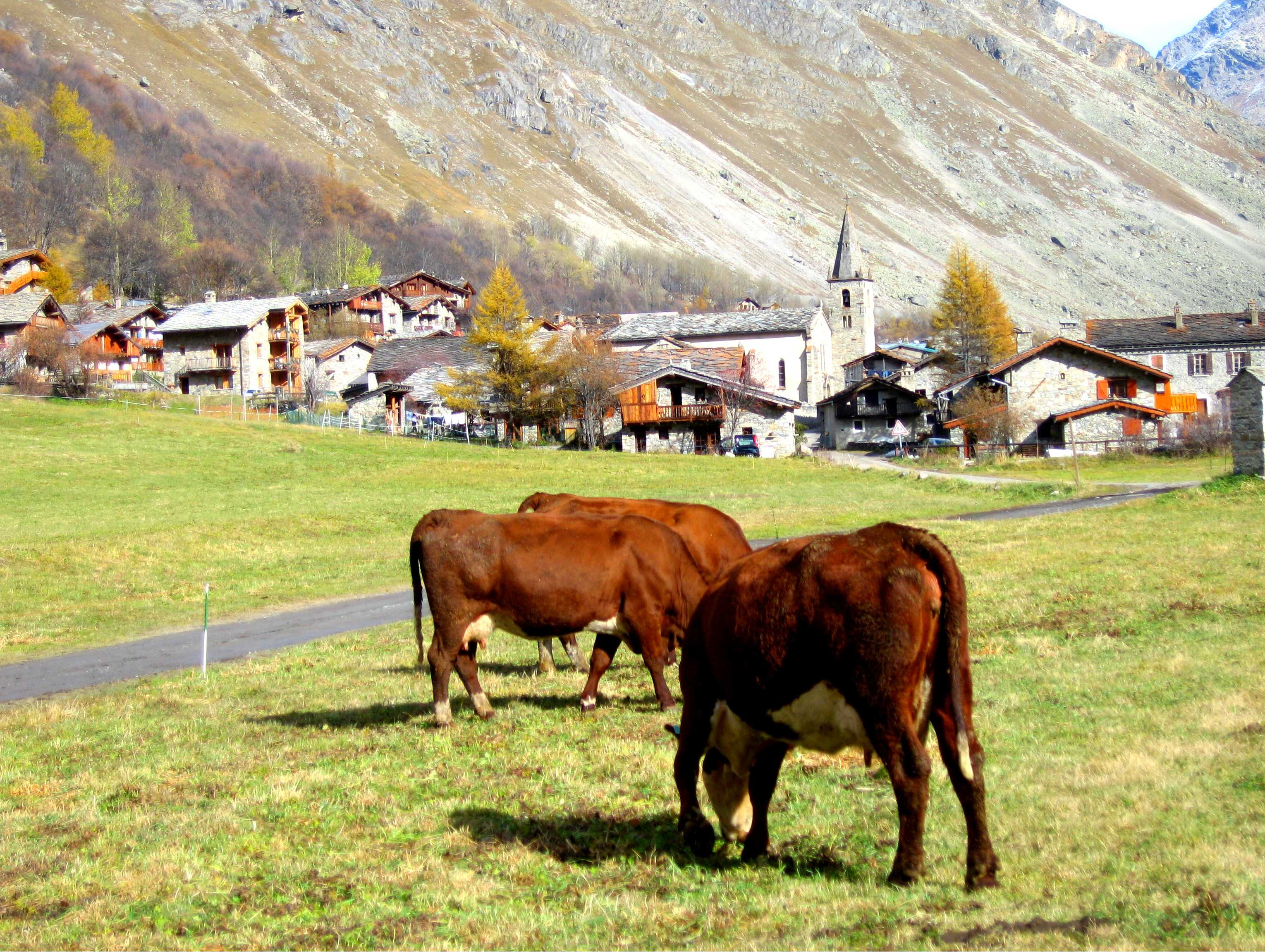
Génisses de race abondance à Bonneval-sur-Arc.

Le fond de vallée est moins pentu car les vallées glaciaires ont un fond plat ou arrondi et le climat y est moins rigoureux qu'à l'alpage. C'est là que s'effectuent les premières sorties diurnes au printemps et que les prairies les moins pentues permettent d'engranger le foin pour le long hiver.
La partie occidentale est cristalline, les sous-sols très durs et moins marqués par l'érosion, sont fortement pentus et difficiles d'accès ; ils sont couverts de conifères. La partie orientale est sédimentaire, aux terrains plus tendres; elle est marquée par un relief moins accentué et une végétation plus riche, le sous-sol possédant une meilleure rétention en eau. Cette disposition est bien visible sur la carte de la Savoie.
La zone sédimentaire est ouverte sur des pâturages. Les fonds de vallée de nature alluvionnaire sont également fertiles et humides, favorable à une bonne pousse de l'herbe. Les terrains les plus favorables à l'élevage sont les marnes et calcaires. Ils datent du lias, trias, jurassique et crétacé : ils favorisent des prairies plus riches en légumineuses et graminées.
Les alpages permettent de nourrir le troupeau en pâturage direct d'avril à octobre en plein air intégral, jour et nuit. C'est la ressource agricole prépondérante de la région.

### Les vaches laitières
Le décret d'appellation dispose que les vaches doivent être de race tarine ou abondance.
Chaque bête doit être soit inscrite au registre généalogique de sa race, soit avoir été reconnue conforme au phénotype racial.
L'abondance, originaire du Val d'Abondance en Haute-Savoie, est une race pie rouge. Elle porte une robe rouge sombre, acajou, gardant la tête, le ventre et les pattes blanches. Les taches rouges sur ses yeux la rendent facilement reconnaissable. Ce « maquillage oculaire » est une adaptation à la violente lumière du soleil en montagne : la couleur sombre réverbère moins la luminosité et préserve la santé des yeux.
Race de taille moyenne, elle pèse environ 650 kg. Son squelette fin mais solide et ses onglons durs en font une bonne marcheuse, apte à la recherche de sa pâture dans les alpages d'altitude. Elle supporte sans mal l'été en alpage avec de fortes amplitudes thermiques quotidiennes.
Elle produit par lactation environ 6 000 kg d’un lait dont la composition est particulièrement bien adaptée pour la production fromagère.
La tarine est originaire de la région, plus précisément de la vallée de la Tarentaise qui lui a donné son nom. Elle porte une robe uniformément fauve (marron clair) avec les extrémités et muqueuses foncées (tour des yeux, oreilles, cornes, queue, mufle). Ces parties sombres lui donnent une meilleure résistance aux rayonnements solaires.
Elle est adaptée depuis des siècles à son rôle de mise en valeur des alpages. Ses onglons durs la rendent apte à la marche en montagne et sa robustesse lui permet de supporter l'élevage estival en plein air intégral.
Ses aptitudes laitières sont bonnes, avec 4 800 kg de lait par lactation. Une étude de l'INRA a découvert que cette vache produit une caséine typique. Le variant C de la caséine β confère donc au beaufort des caractéristiques organoleptiques et de textures particulières.

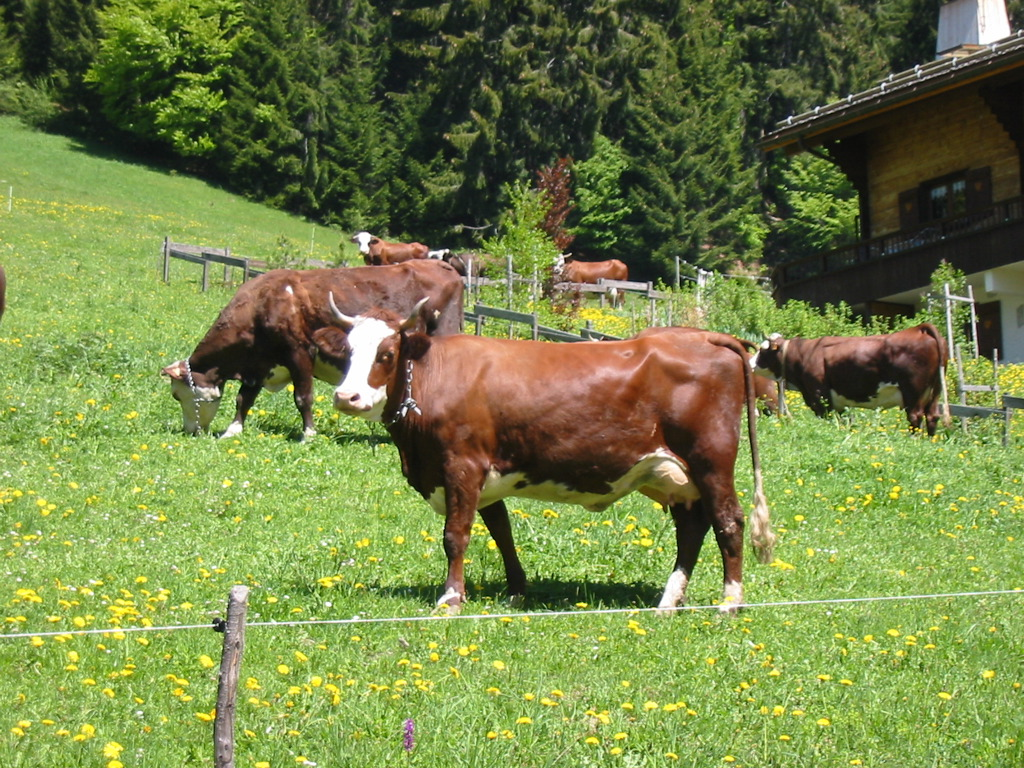
Vaches de race abondance dans un alpage fleuri.
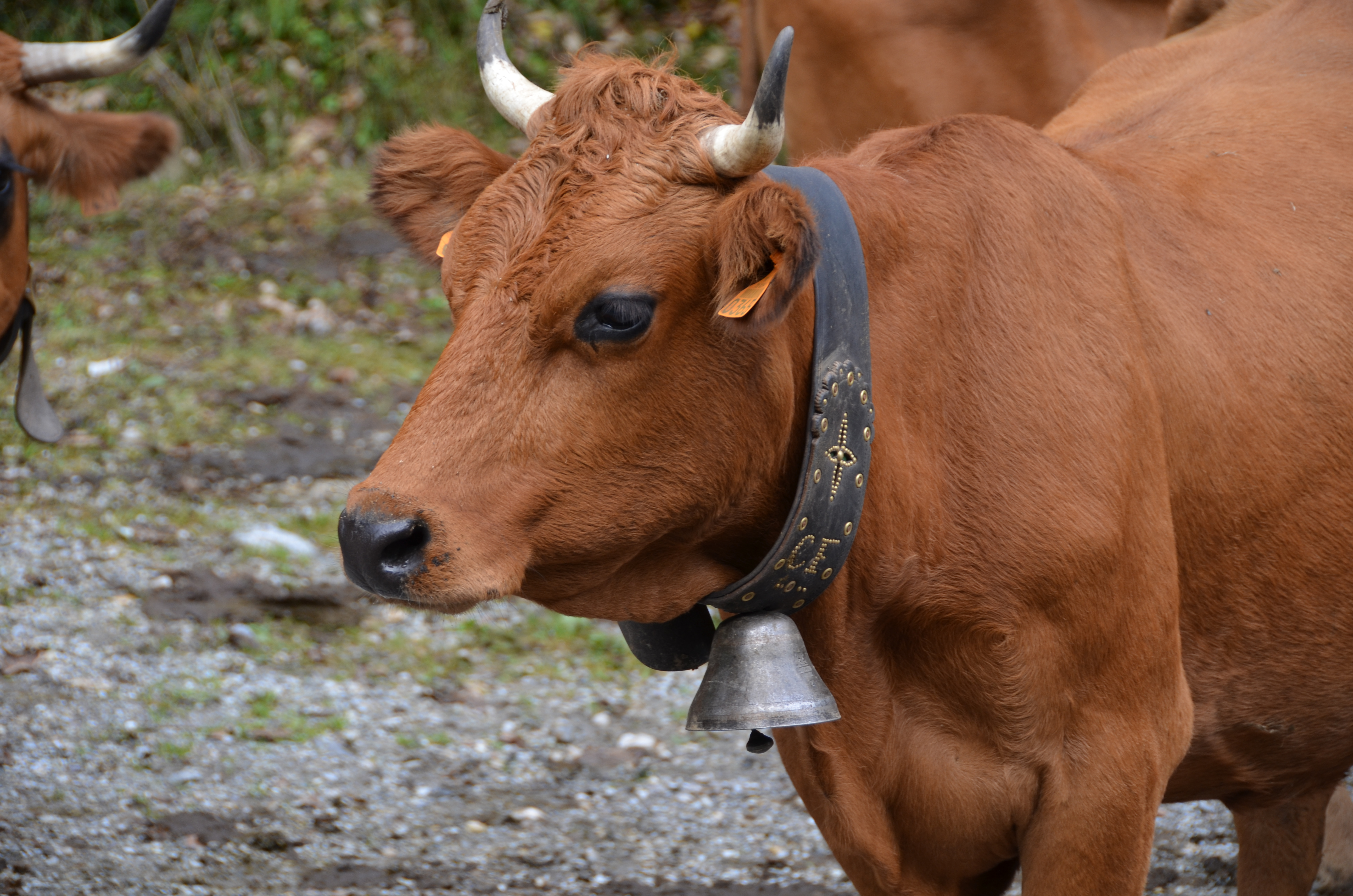
Vache tarine reconnaissable à son museau noir.
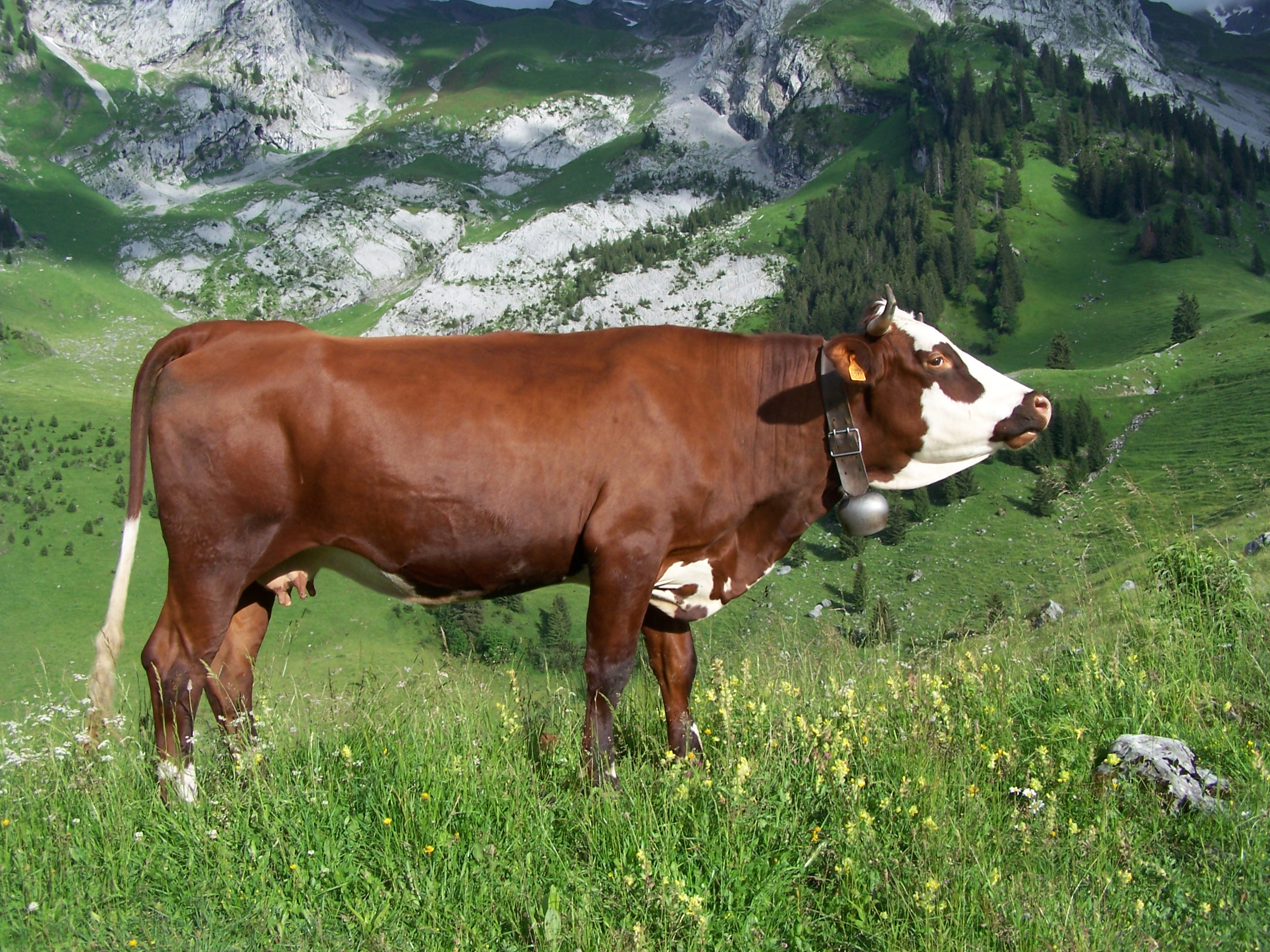
Vache abondance en alpage.
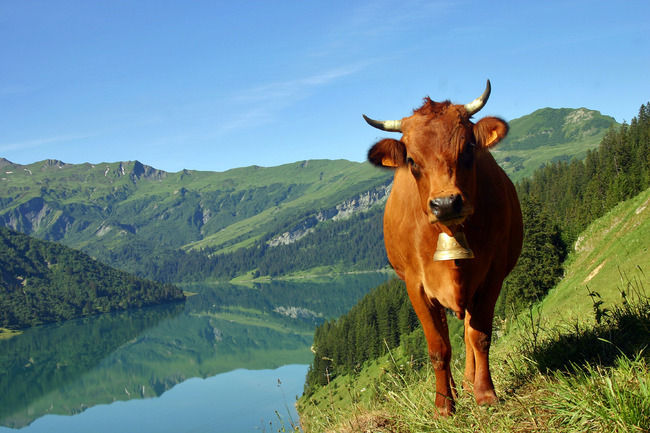
Vache tarine au-dessus du lac de Roselend.
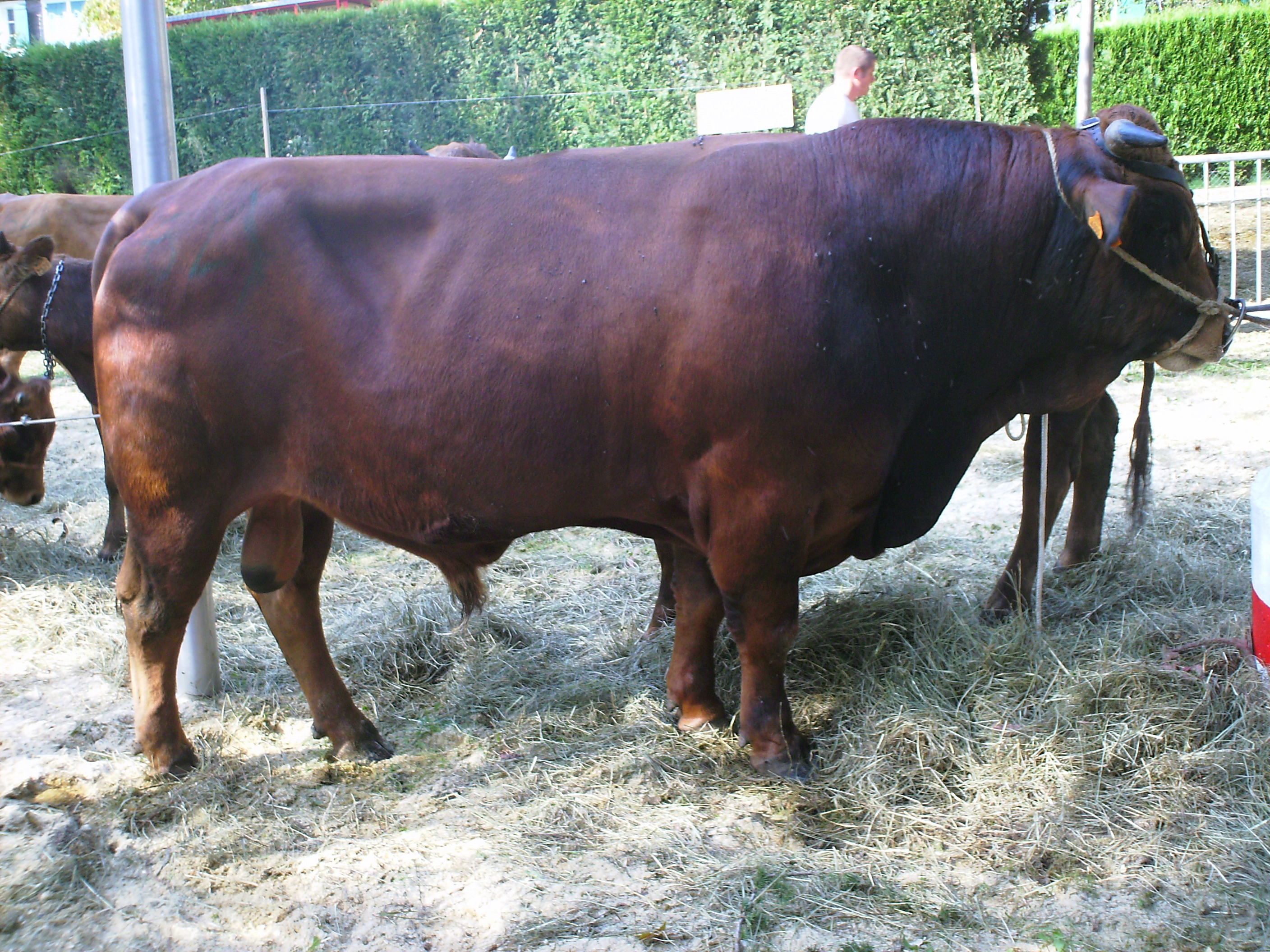
Taureau de race tarine.

### La production du lait
L'alimentation des vaches est faite, l'hiver, du foin récolté au bas des alpages, dans des prairies où les engins de fenaison peuvent évoluer. L'achat de fourrage extérieur à l'aire d'appellation ne peut se faire que selon un strict respect du cahier des charges et les aliments fermentés, produits par ensilage, sont interdits.
Au printemps, les vaches sortent la journée en prairie de vallée et rentrent le soir à l'étable. Fin mai ou début juin, elles montent à l'alpage. C'est la transhumance qui donne lieu à des manifestations festives traditionnelles mais aussi destinées à attirer le touriste. L'été, les troupeaux se nourrissent d'herbes des alpages pâturées entre 1 500 et 2 500 m d'altitude. Un petit complément peut être distribué à titre exceptionnel : lors de la mise bas, pour appâter le troupeau à l'heure de la traite, en cas d’accident climatique, etc. mais il doit être limité en quantité et dans le temps.
La production est limitée à 5 000 kg de lait par animal et par an. Cette quantité est calculée sur la moyenne de tout le troupeau d'un éleveur.

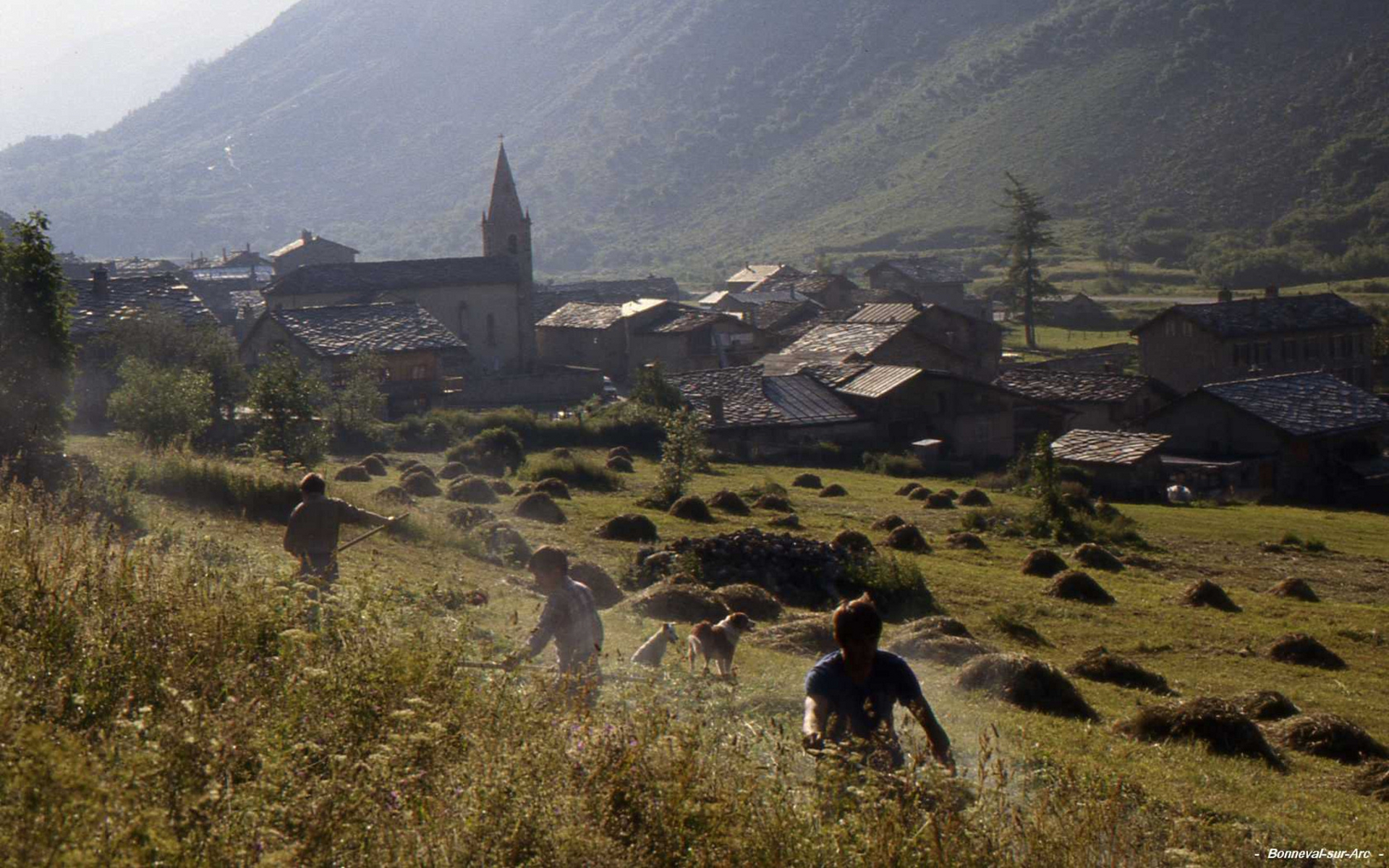
Fauchage manuel du fourrage.
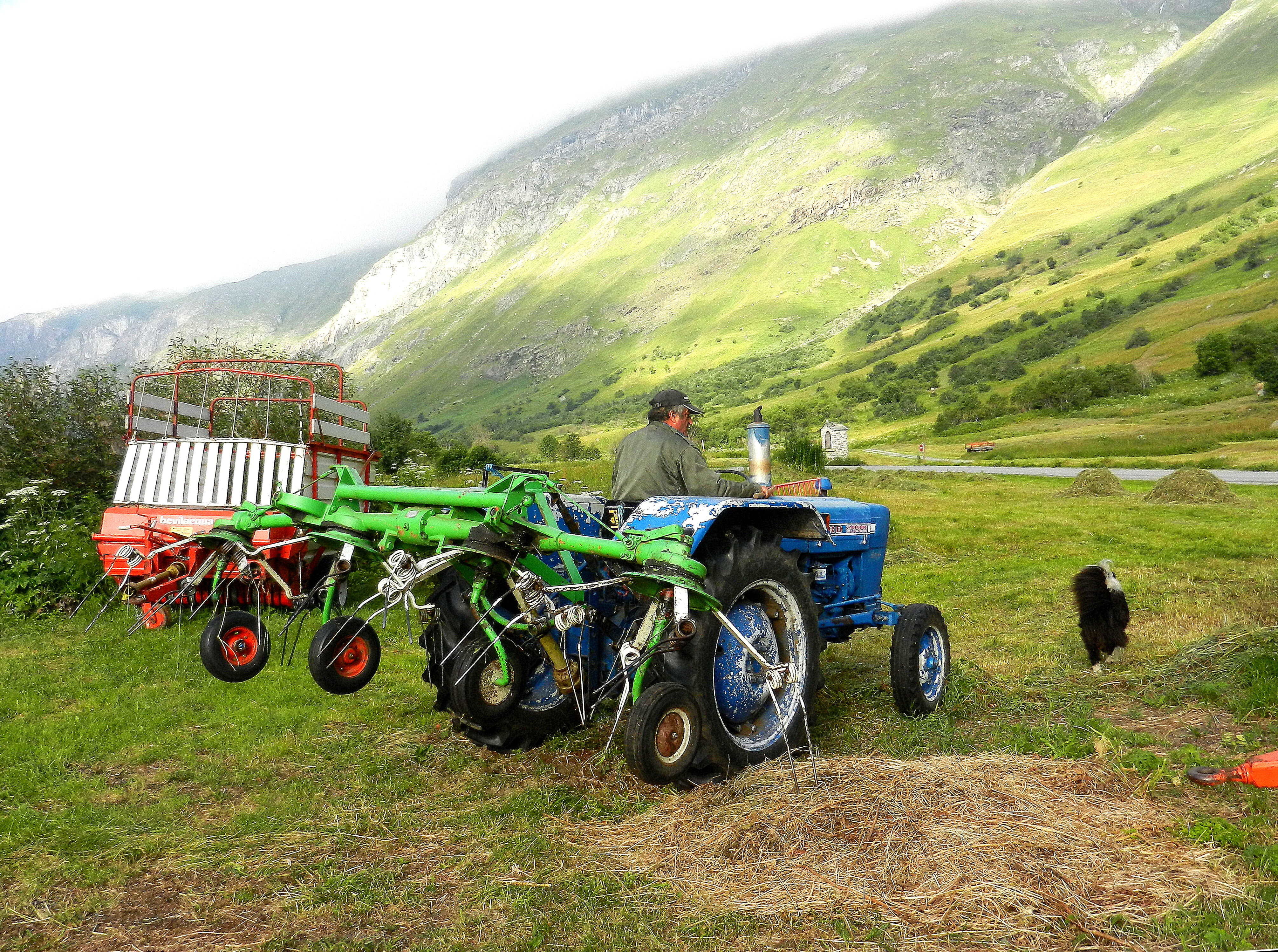
Tracteur et faneuse.
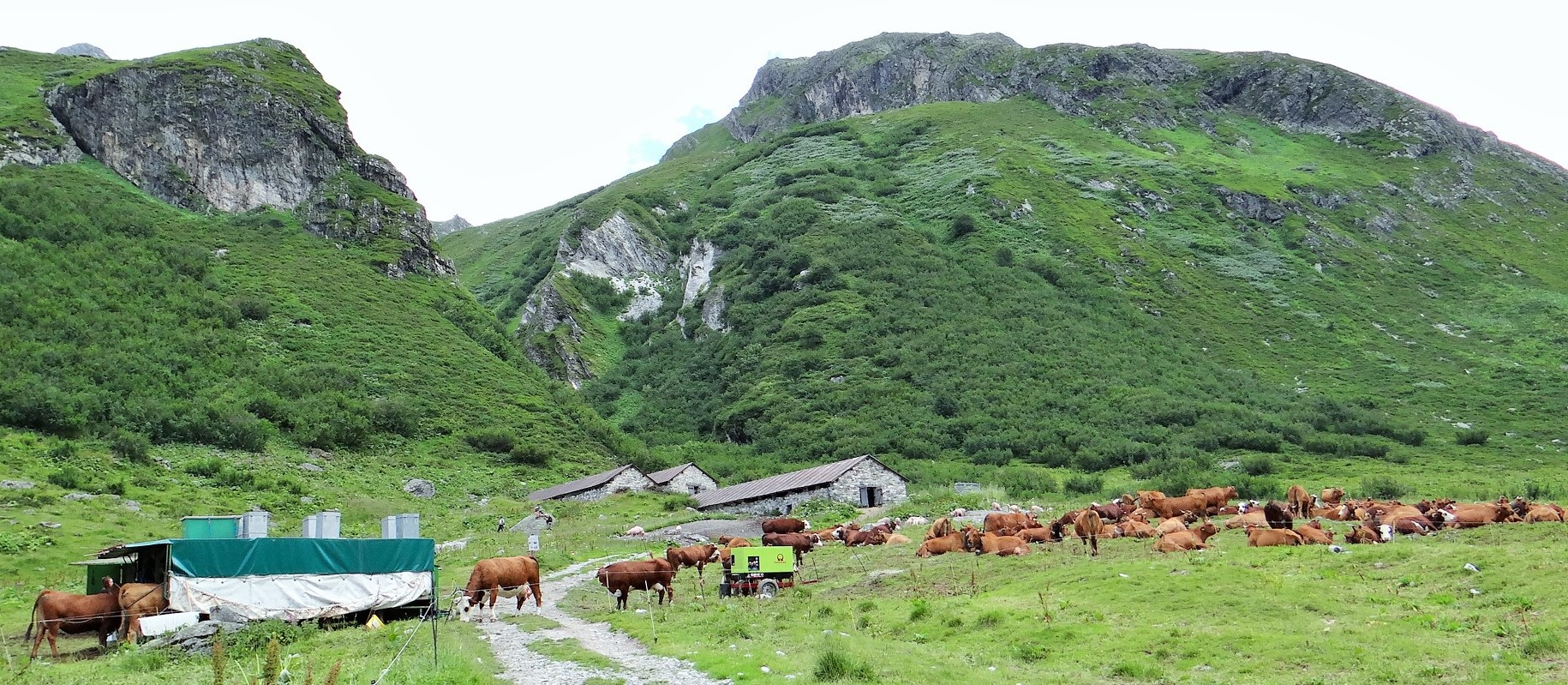
Traite à l'alpage du Ritord, Pralognan-la-Vanoise.

### La collecte du lait

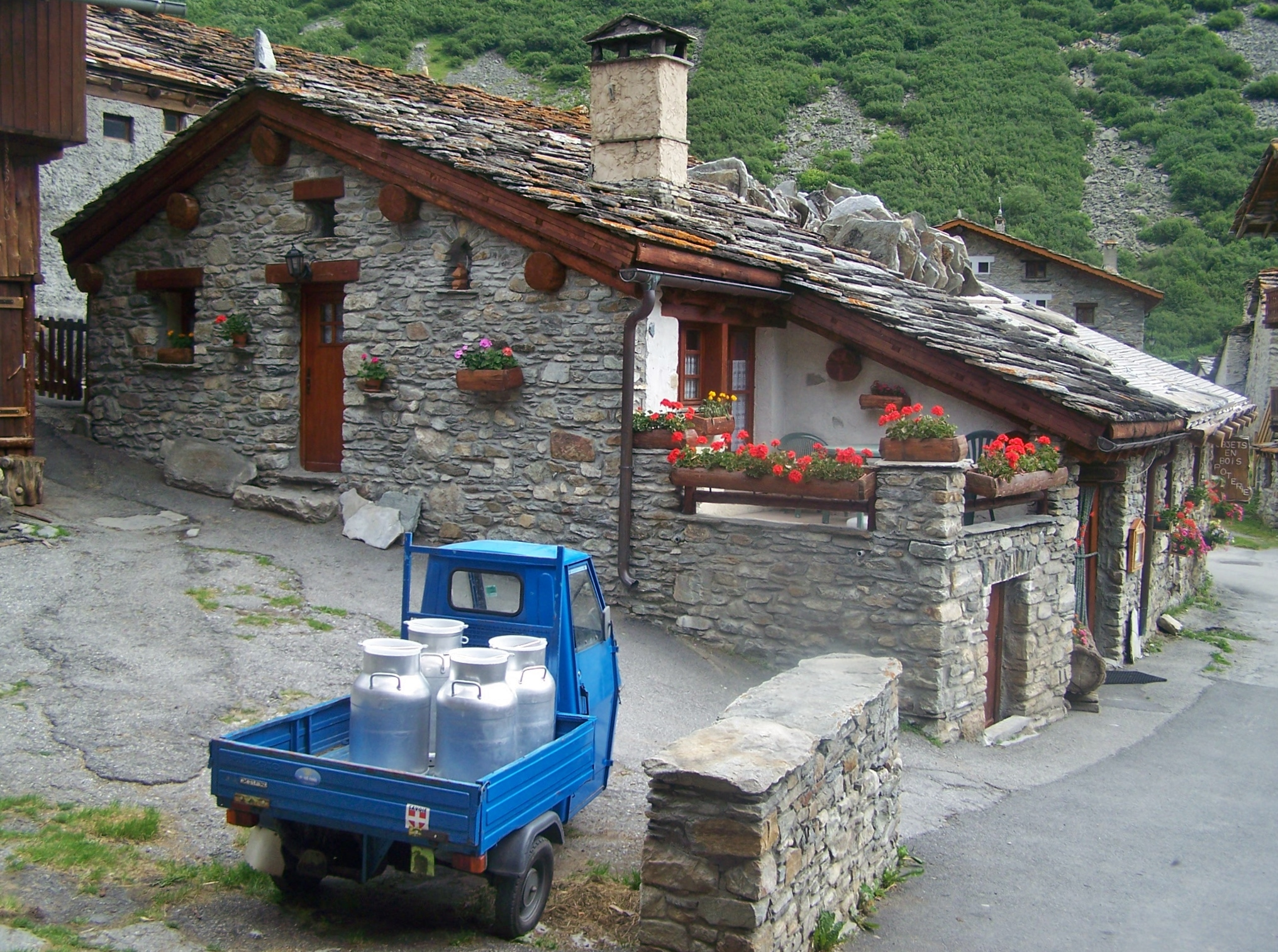
Transport de lait en bidon.

Les vaches sont généralement traites deux fois par jour même si la collecte et la transformation doivent être faites au moins une fois par jour. La collecte se fait dans les deux heures qui suivent la traite. Chaque agriculteur dispose de bidons individualisés : les laits des diverses fermes collectées ne sont mêlés qu'une fois arrivés à la laiterie. Si la collecte n'a lieu qu'une fois par jour à la demande de la fromagerie et si l'éleveur dispose de bidons réfrigérés, les deux traites peuvent être mélangées, mais celui de la première doit avoir été refroidi, la collecte devant avoir lieu dans les deux heures suivant la seconde traite et dans les vingt heures suivant la première.
La collecte s'effectue jusqu'en 2017 avec des bidons traditionnels, les boyes. Cette année-là, la coopérative investit dans une flotte de camions-citernes pour récolter les 14 millions de litres annuels.

### La transformation du lait en fromage

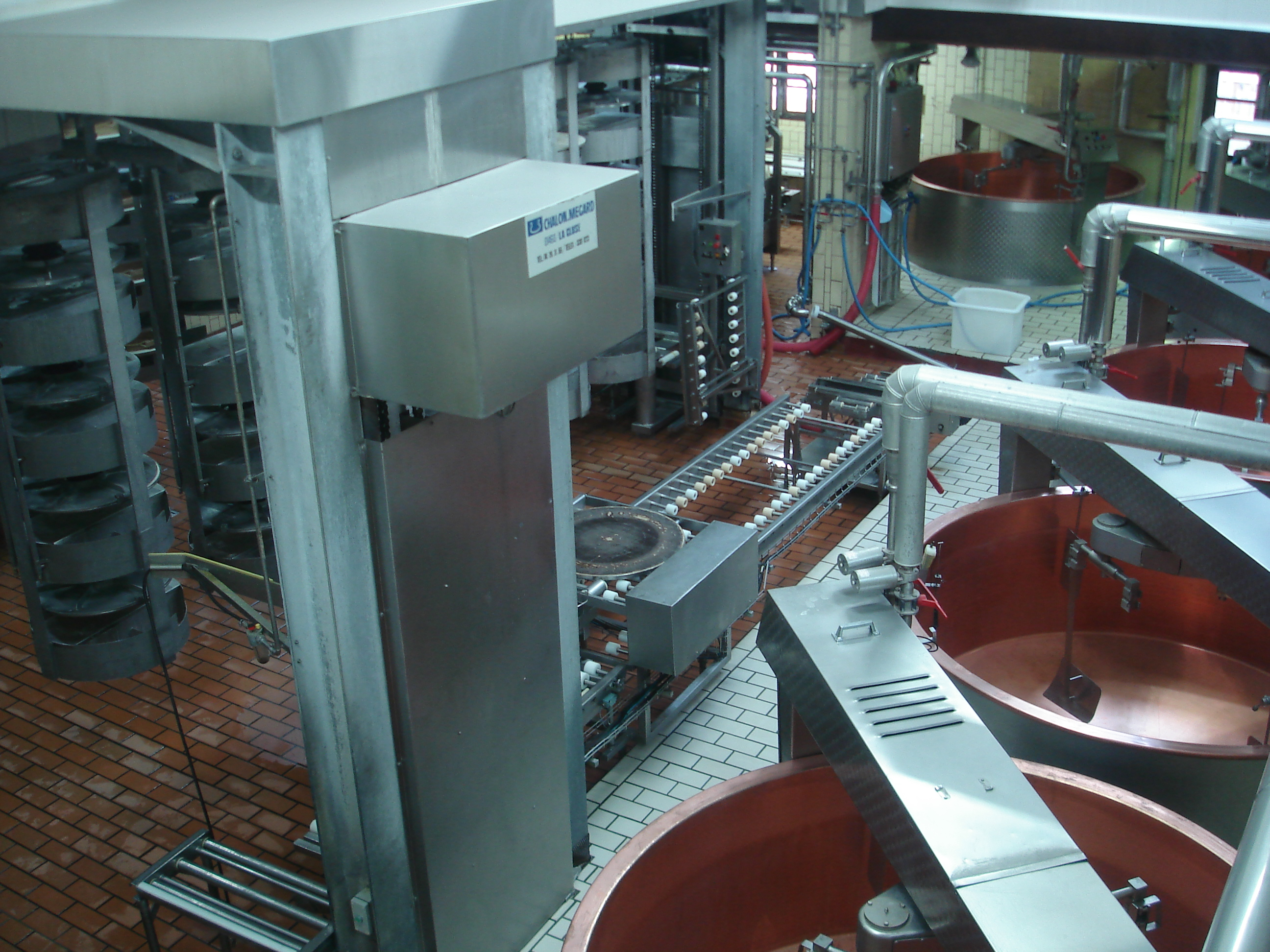
Cuve en cuivre pour le chauffage du lait lors de l'élaboration du beaufort.(coopérative de Beaufort-sur-Doron).

Le beaufort ne peut être élaboré que dans des laiteries qui transforment uniquement du lait conforme au décret, même si celles-ci fabriquent d'autres produits que du beaufort. Le lieu de fabrication est situé à Beaufort-sur-Doron, et compte 37 salariés en 2024.
Le lait non refroidi collecté dans les deux heures est emprésuré dès son arrivée à la laiterie. Le lait qui a été refroidi est réchauffé, mais aucun appareil de chauffe présent dans la salle de réception du lait ne peut chauffer au-delà de 40 °C. À 30-32 °C, le lait caille naturellement sous la seule action de la présure. À ce stade, il est aussi ensemencé en levain de type thermophile, en majeure partie des lactobacilles (la recuite additionnée de caillette sert à la culture du levain lactique et à l'obtention de présure, l'achat de présure commerciale est autorisé si nécessaire). Aucun autre ingrédient ne peut être ajouté.
Une fois le lait caillé, le contenu de la cuve en cuivre est tranché en petits cubes (le « décaillé ») et brassé. Cette opération a pour but de favoriser la sortie du sérum des grains de caillé et d'en faciliter l'égouttage. Il est ensuite porté à une température de 53 à 56 °C pendant le brassage des grains de caillé. Ceux-ci sont alors rassemblés dans une étamine et moulés dans un cercle de bois de hêtre convexe appelé « cercle de beaufort ». Son profil particulier va donner une tranche concave au fromage. Cette particularité, typique du beaufort, est aussi un mode de reconnaissance. Le diamètre du cercle, réglable, permet d'ajuster la taille au volume de caillé. Ainsi, une fromagerie élabore des fromages qui ont tous la même épaisseur et l'affinage est plus homogène. Les cercles destinés aux laiteries d'alpage sont fabriqués sur mesure : ils contiennent la quantité de caillé produite à chaque traite.
Le caillé, emprisonné dans la toile et le cercle de bois, est mis sous presse pendant 20 heures et retourné à plusieurs reprises.
Le caillé pressé deviendra un beaufort. Il faut 10 kg de lait cru pour élaborer 1 kg de fromage. Salé par trempage 24 heures en saumure, le fromage passe ensuite des mains du fromager à celles du caviste.

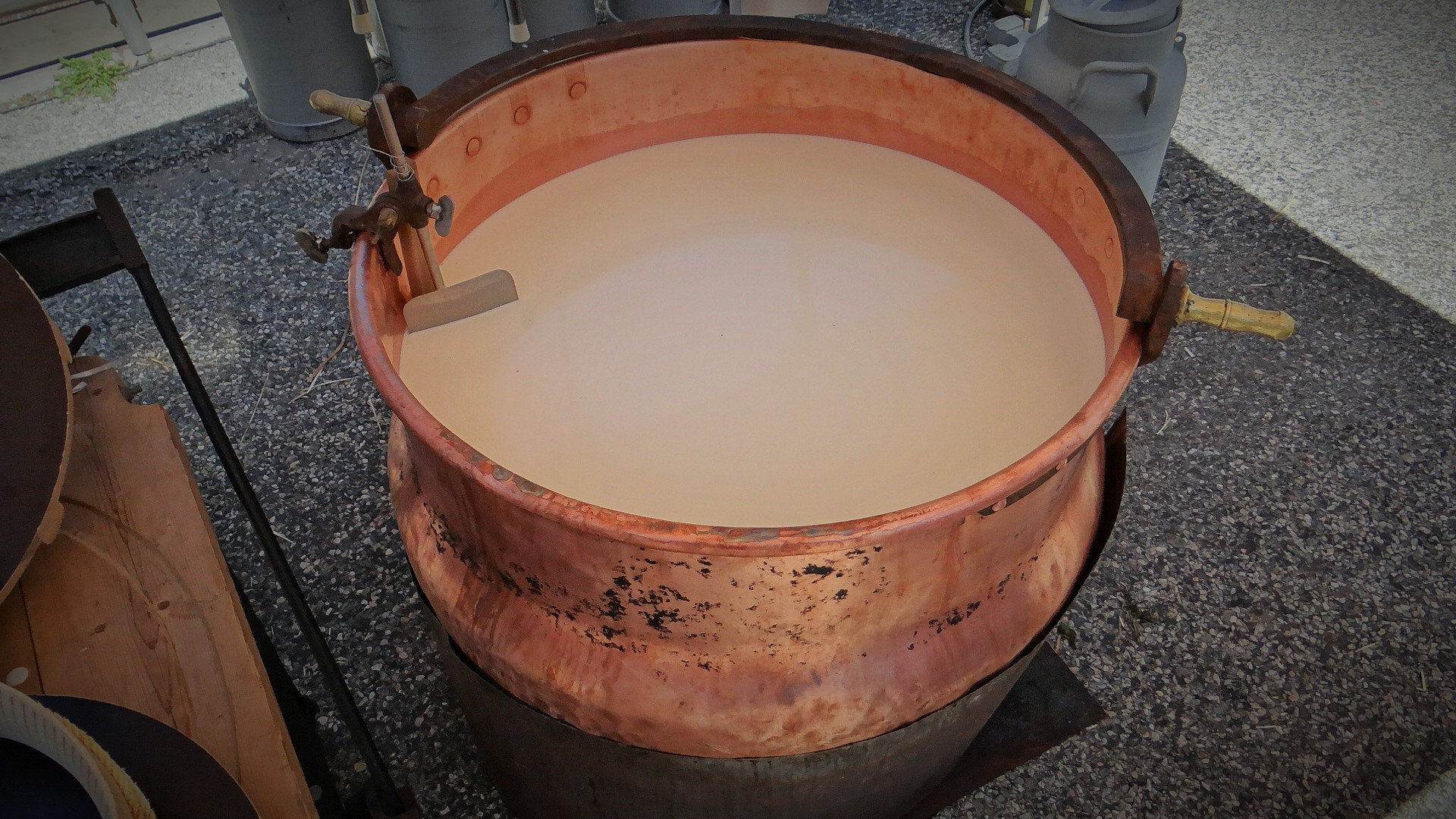
Réchauffage du lait.
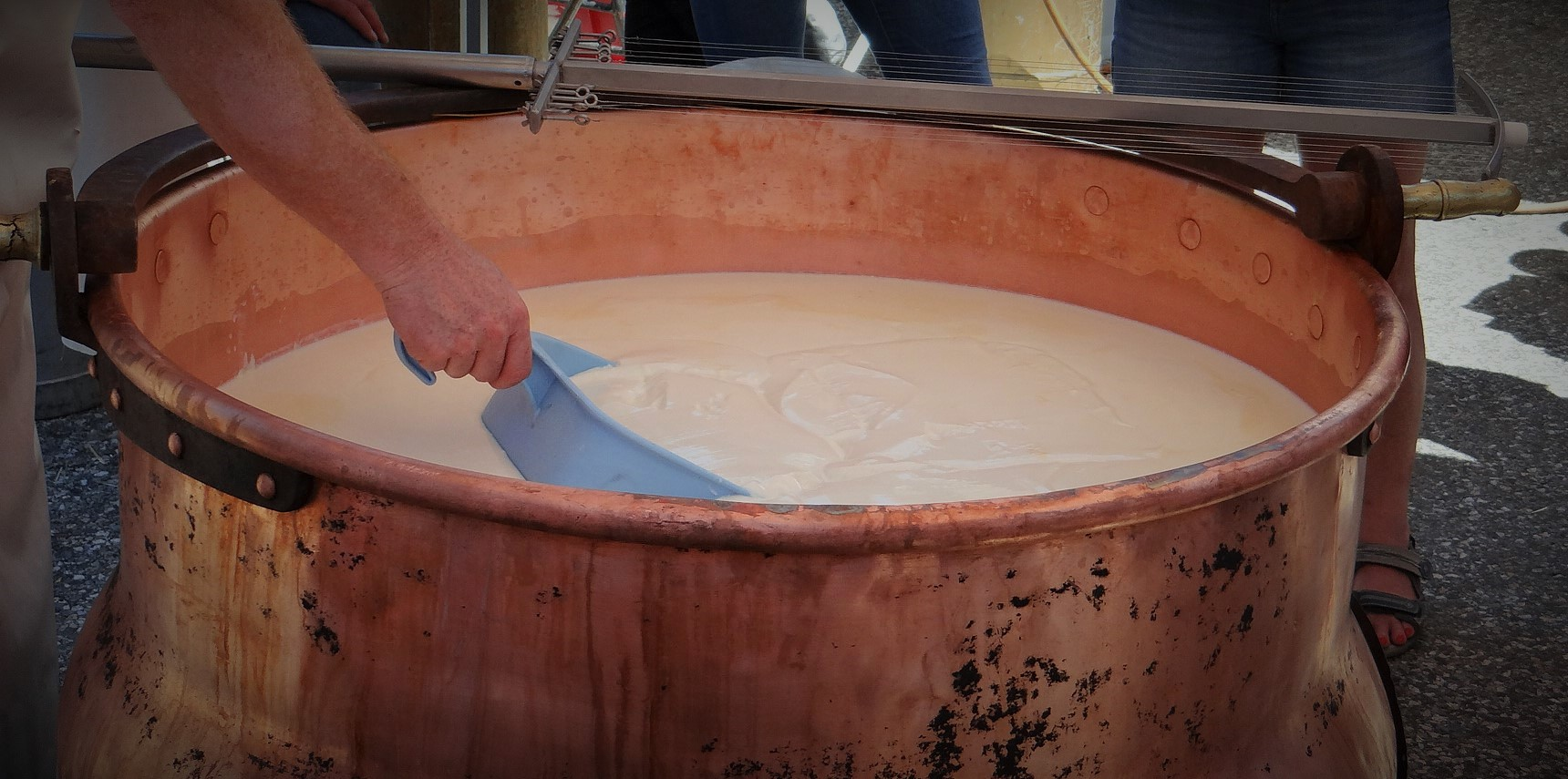
Caillage du lait.
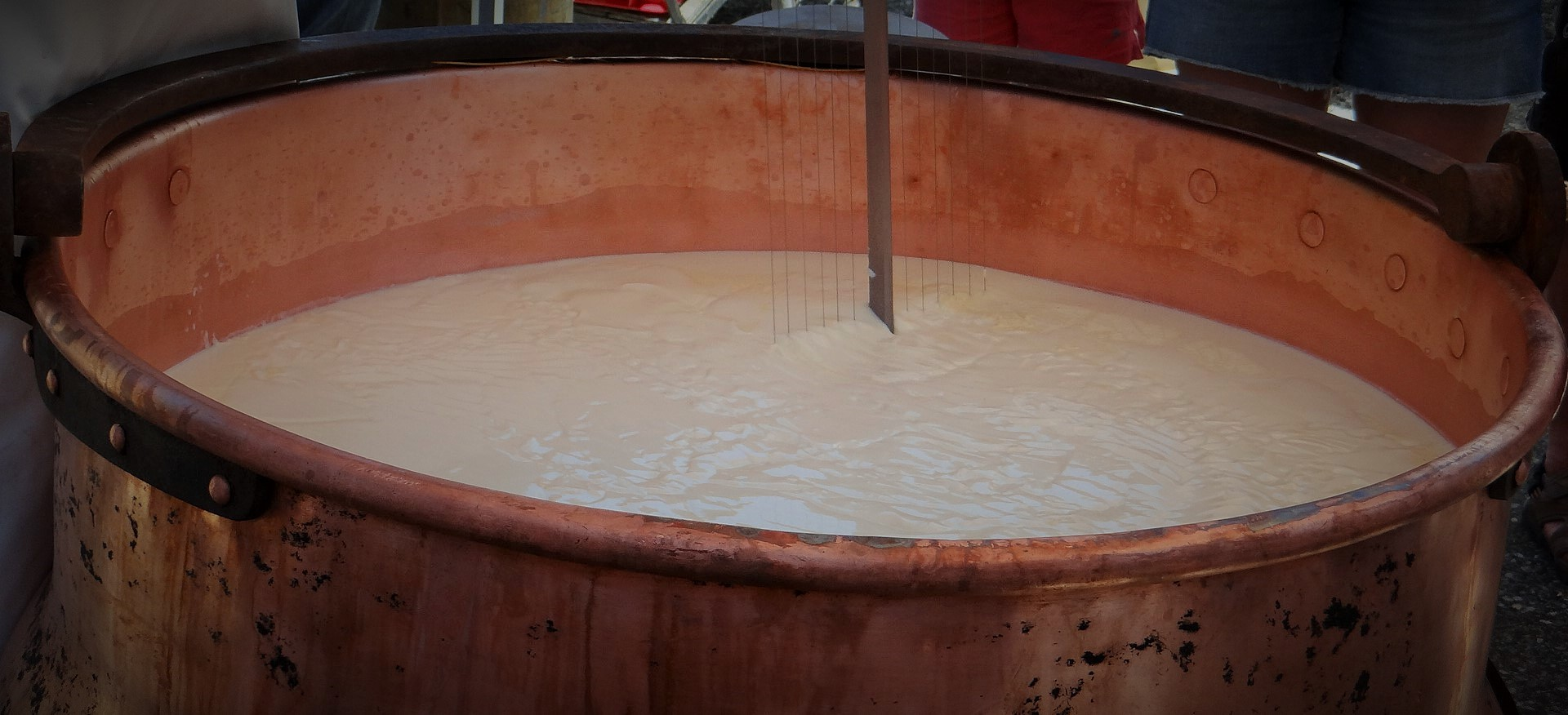
Décaillage du lait.
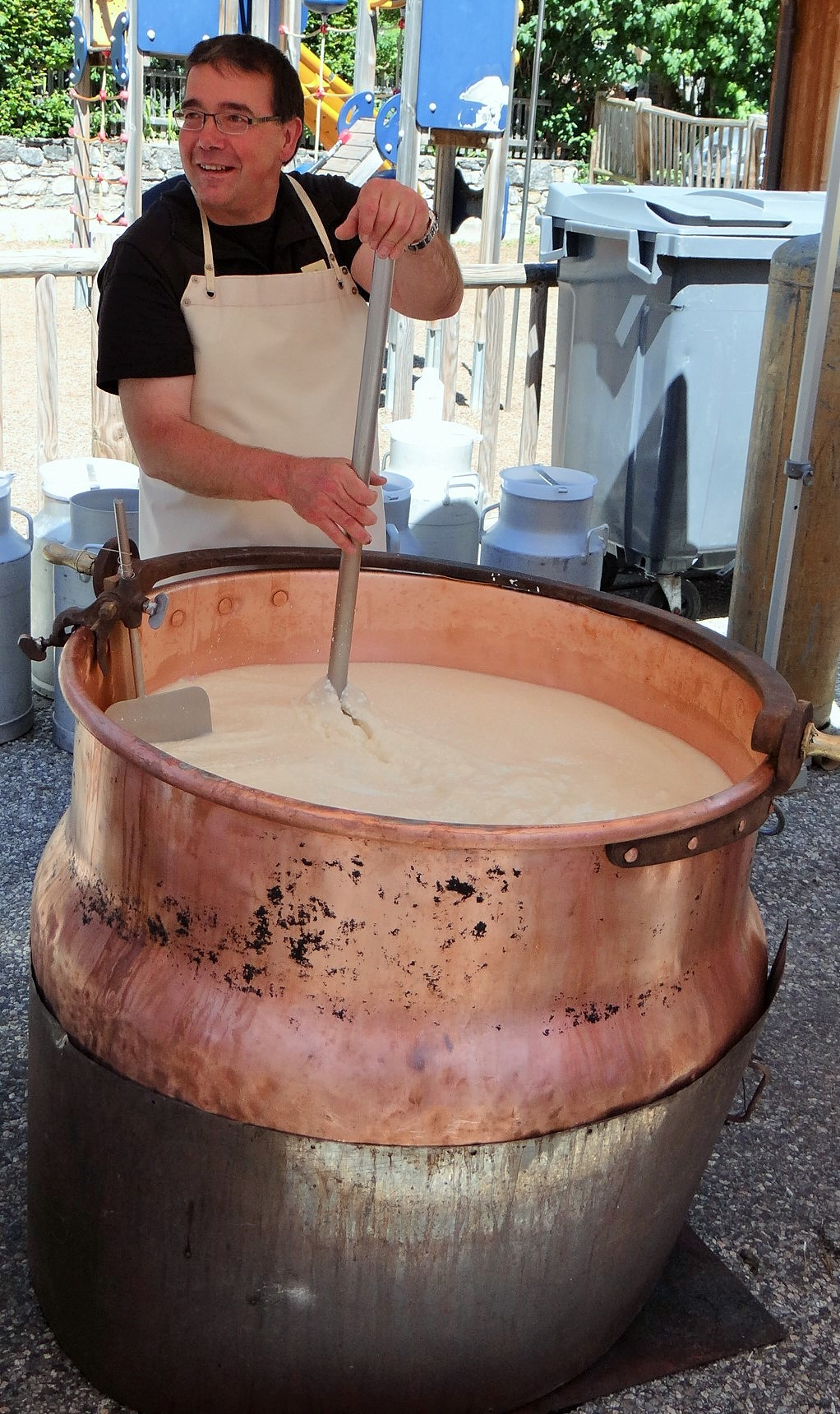
Brassage du lait.
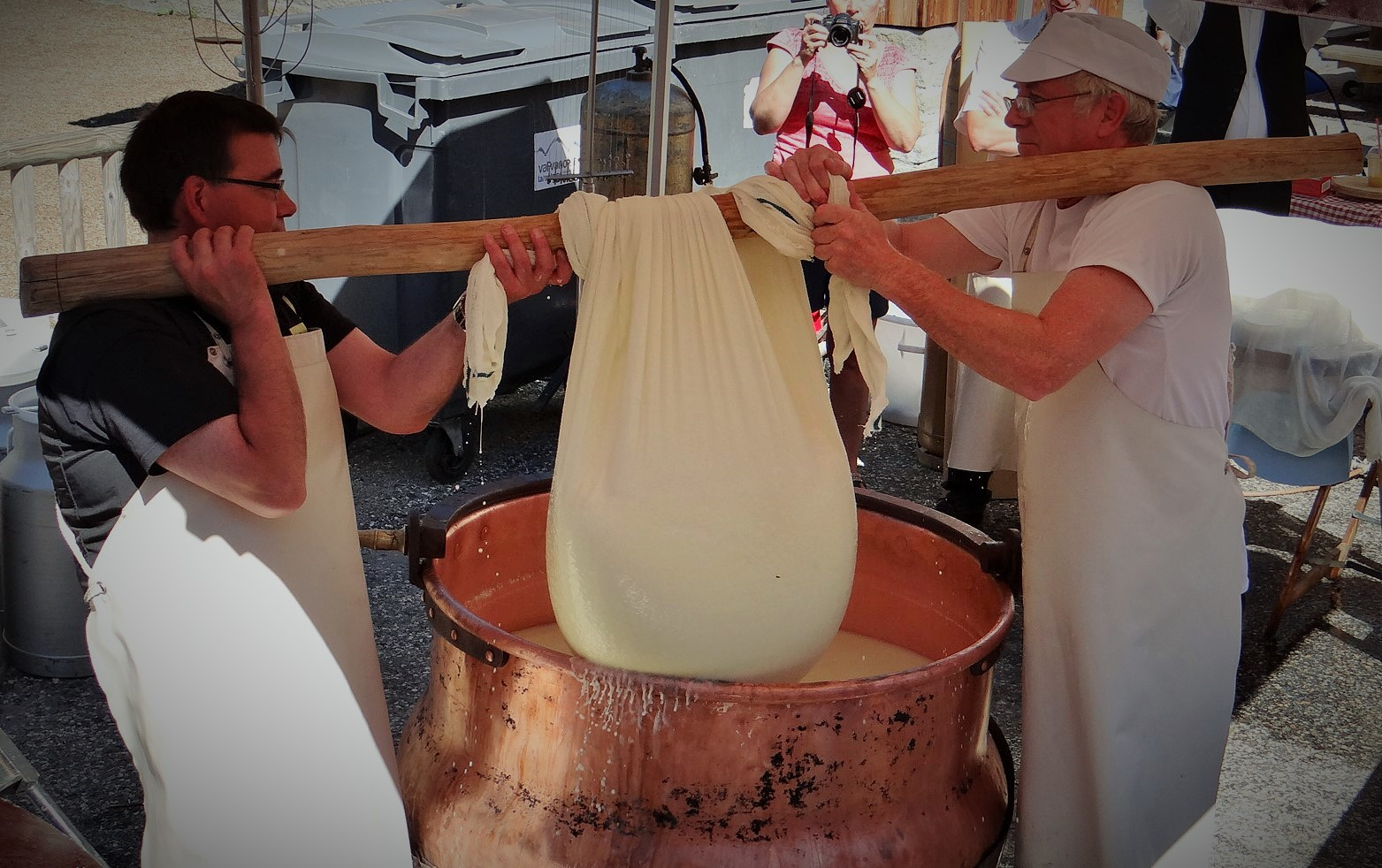
Masse de caillé retirée dans une étamine de lin.
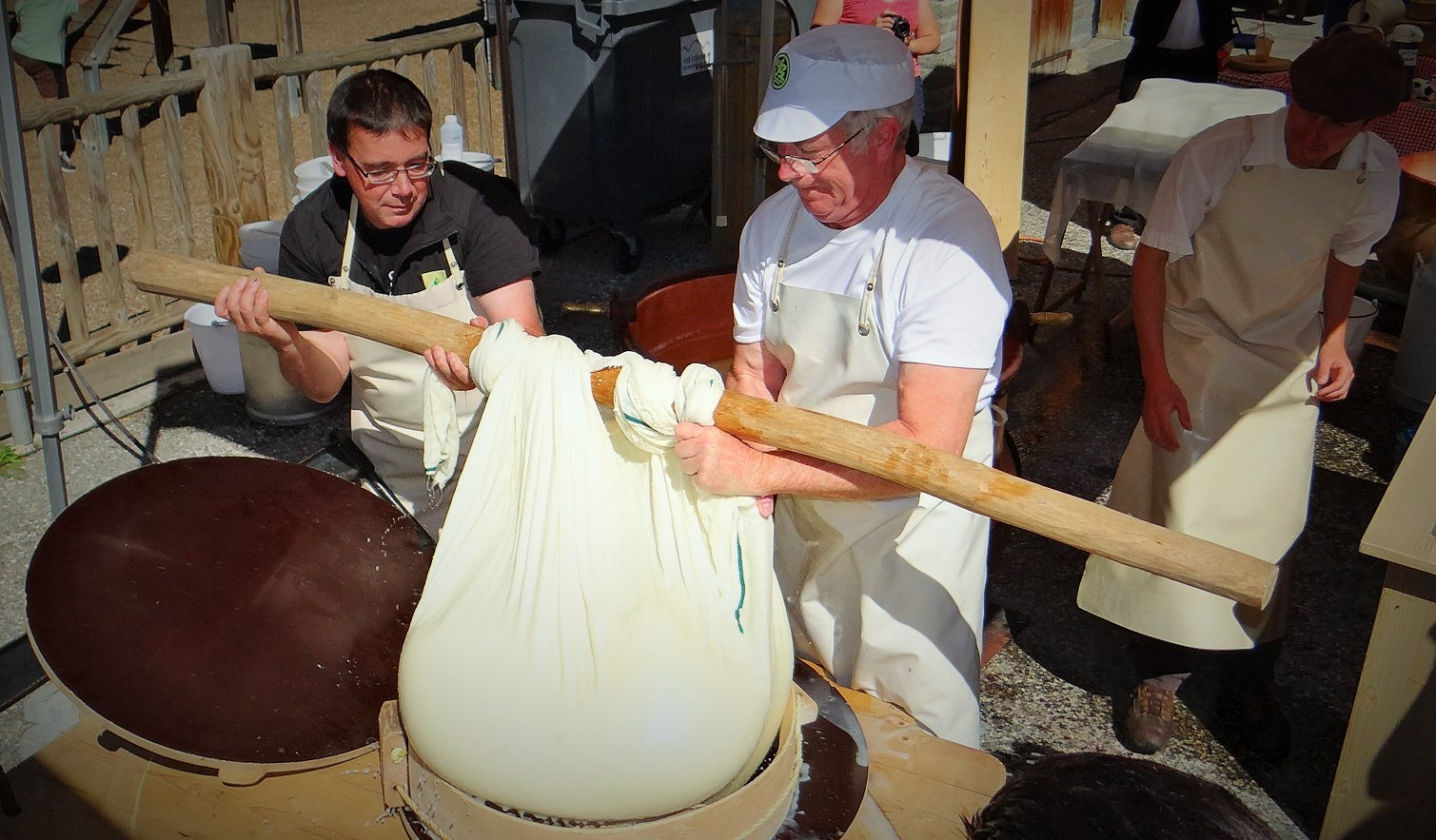
Moulage dans un cercle de bois de hêtre.
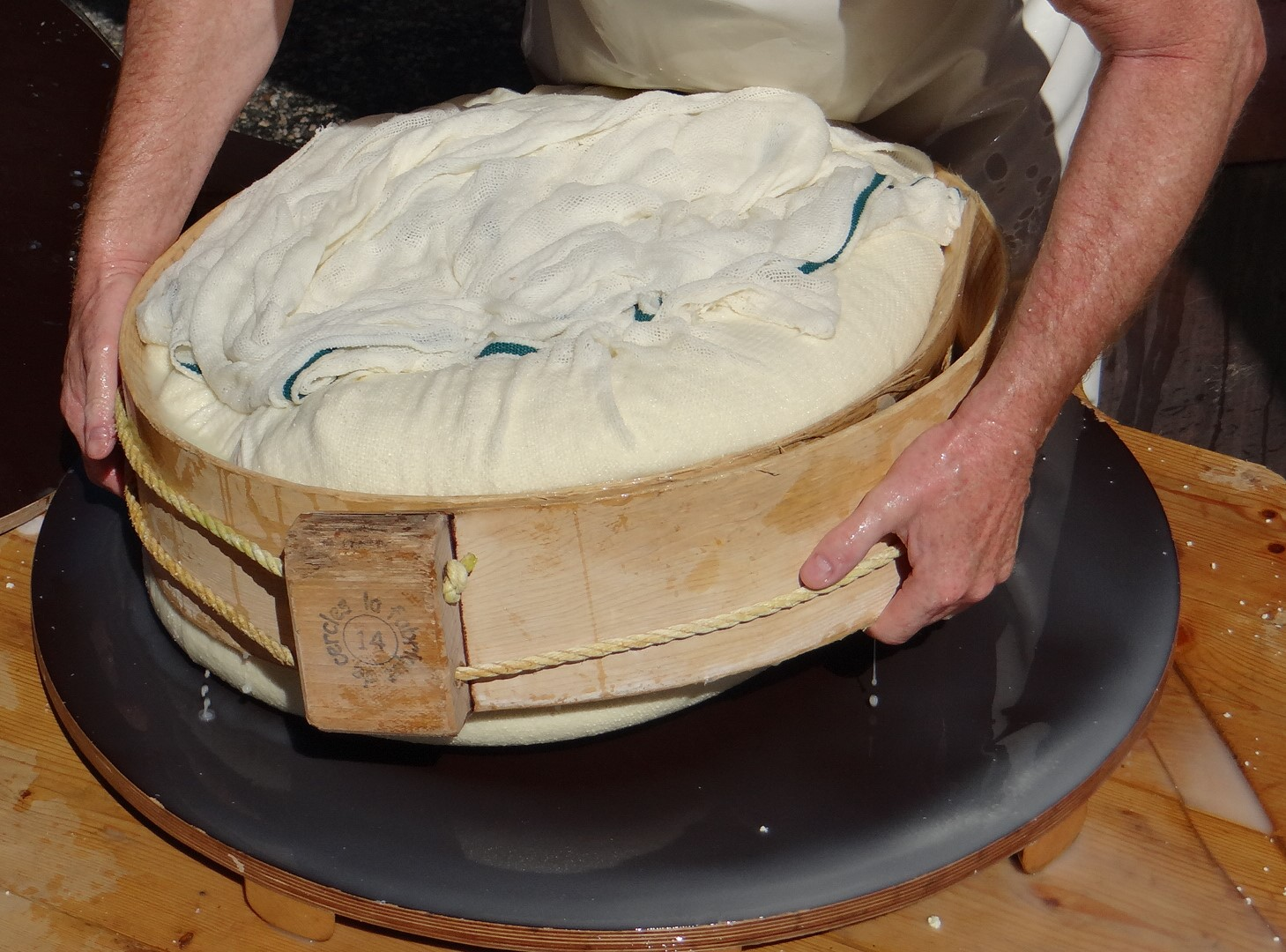
Moulage dans un cercle de bois de hêtre.
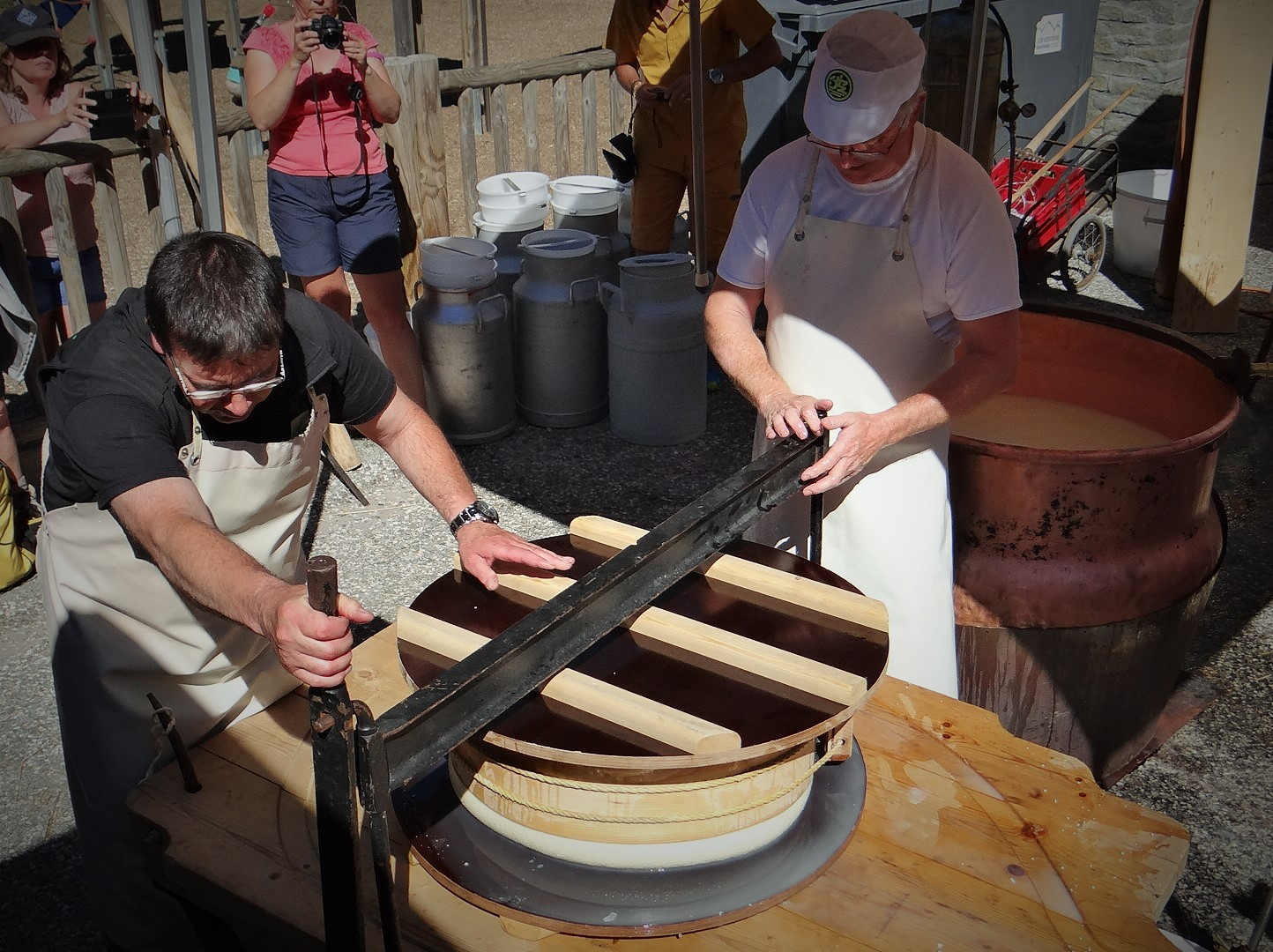
Pressage.

#### Exploitation du lactosérum
La fabrication du fromage entraîne la production d'une abondante quantité de lactosérum (aussi appelé "petit-lait"). Il était utilisé autrefois pour nourrir les cochons mais le volume actuel impose de le traiter comme un véritable effluent. Jusqu'en 2015, il était donné à la société Lactalis. En 2015, le groupement de coopératives décide de le valoriser et crée la structure Savoie lactée installée à Albertville. À l'origine, Savoir lactée a tenté de produire de la ricotta, mais cela n'a pas été un succès commercial. Elle s'est donc adaptée pour produire de la poudre de lait protéinée pour sportif et bébé, ainsi que du beurre. La société a également investi dans un système de méthanisation pour produire sa propre électricité. Elle parvient à l'équilibre financier en 2023.

### L'affinage
Le fromage est entreposé en cave à la température inférieure à 12 °C et à l'hygrométrie supérieure à 92 %. Le caviste dépose deux fois par semaine une petite poignée de sel sur le fromage. Une fois fondu, le sel est étalé et le surplus essuyé à la main, avant que la meule ne soit retournée,. Depuis 2017, Cette opération est effectuée par un robot pour éviter les troubles musculo-squelettiques dus au poids de la meule, qui pèse une quarantaine de kilos.
Le fromage est posé sur des planches d'épicéa brutes. Ces planches sont spécialement sciées et séchées pour l'affinage des fromages et sont naturellement aseptisées. Une étude a montré qu'une tentative d'inoculation de Listeria (une bactérie pathogène redoutée dans l'alimentation humaine) s'est soldée par un échec. Les planches développent une flore particulière au contact des fromages et leur usage contribue à l'affinage du goût du beaufort. Leur nettoyage consiste en un vigoureux brossage à l'eau, sans détergent, puis un séchage au soleil.
L'affinage dure au minimum 5 mois après la date d'emprésurage.
Une plaque de caséine bleue signale les fromages conformes au décret d'appellation. De part et d'autre de cette plaque figurent le jour et le mois de fabrication.

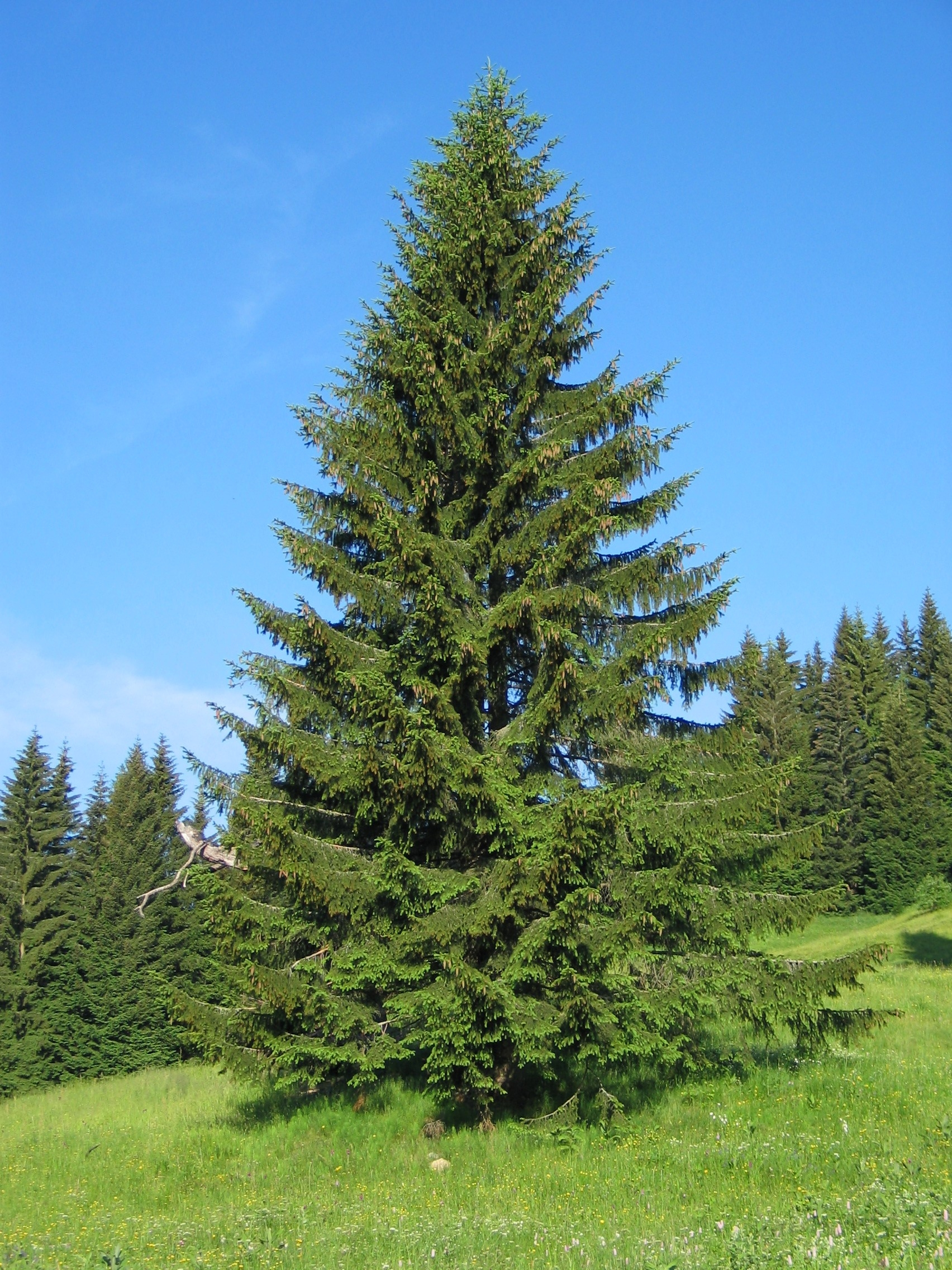
L'affinage se fait sur des planches d'épicéa local.
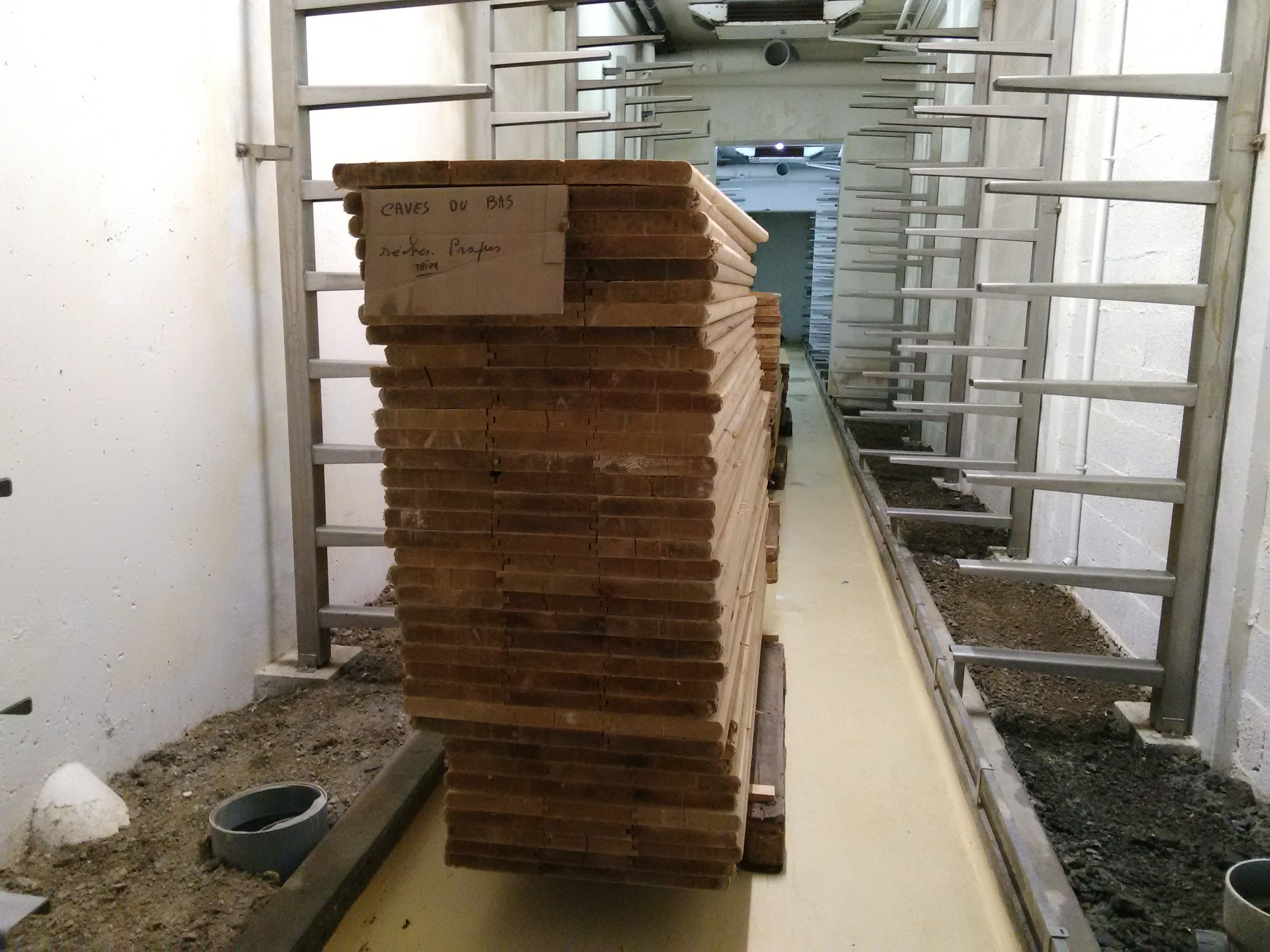
Planches d’épicéa dans une cave de la coopérative de Beaufort
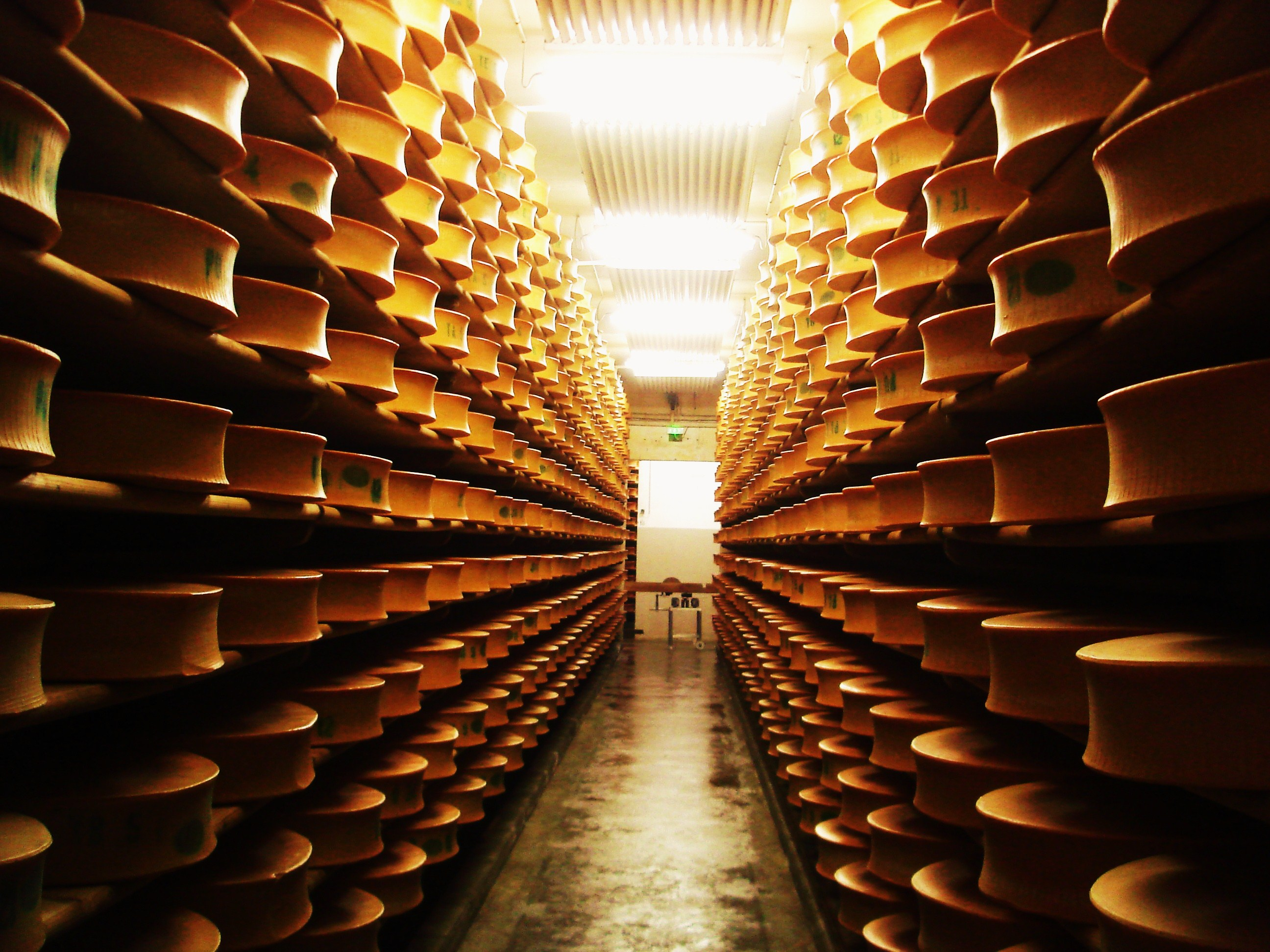
Affinage des meules de Beaufort.
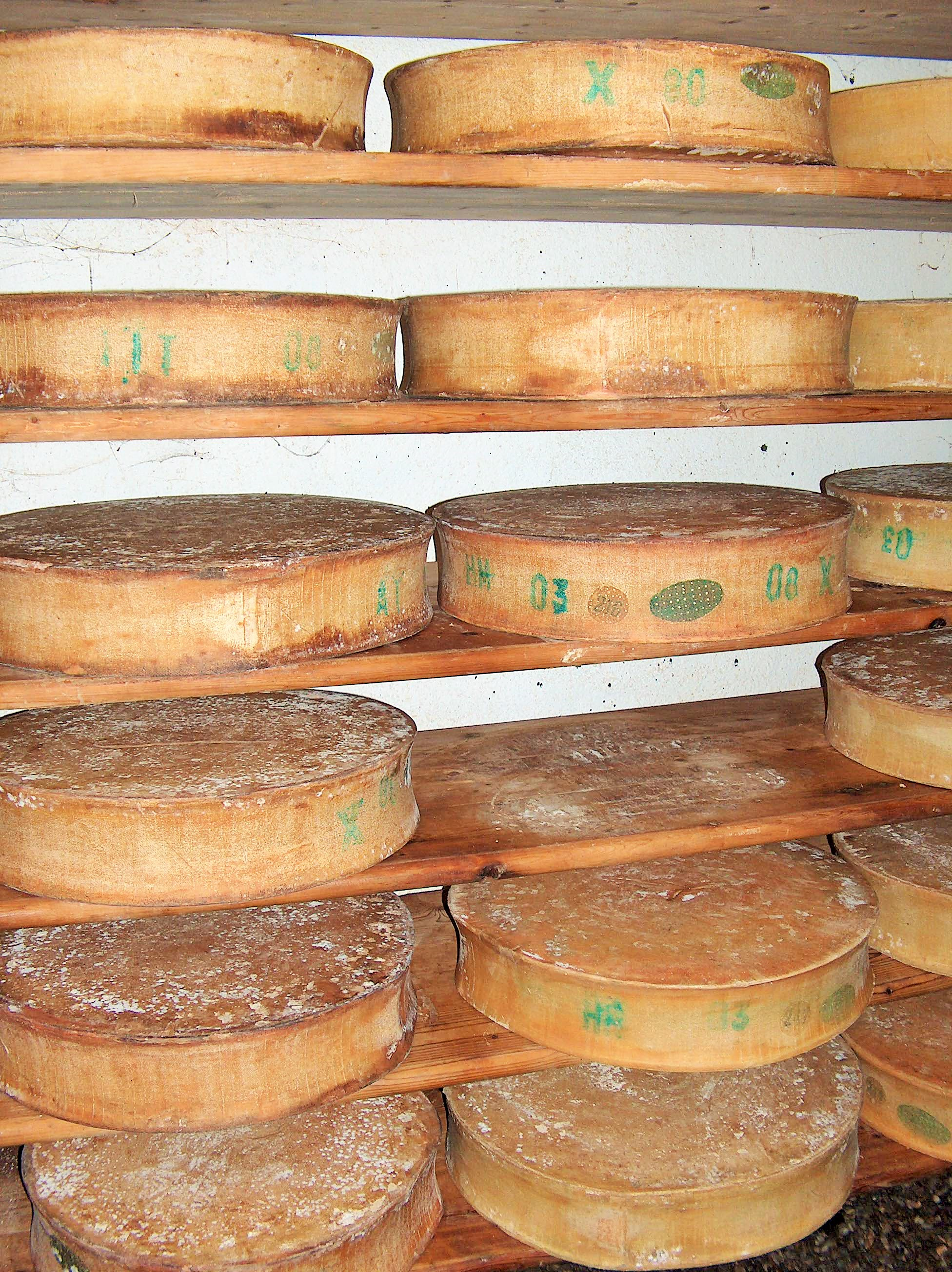
Affinage des meules de Beaufort.

### Le rôle des bactéries
L'affinage est le résultat d'un travail bactérien bien spécifique. Des bactéries lactiques thermophiles (de type Streptococcus thermophilus et Lactobacillus helveticus) sont apportées par les levains ajoutés et se multiplient lors du chauffage qui élimine les bactéries mésophiles qui compose le microbiote du lait cru. Lors de la mise sous presse, un équilibre s'établit entre les deux populations bactériennes. Au moment du passage en cave froide, la température de 10 à 12 °C détruit partiellement les bactéries thermophiles. Elles libèrent leurs enzymes dans le fromage et laissent la place à une flore de bactéries propioniques. La température de la cave détermine la différence entre les fromages à trous (20 à 22 °C) et sans trous  (16 à 18 °C).
Le développement d'une flore spécifique en surface va constituer une fine croûte légèrement visqueuse, la morge. Elle contient une quantité de bactéries très importante. La morge du beaufort contient de l'ordre de {\displaystyle \scriptstyle 4,7\times 10^{9}} cellules par cm2, contre {\displaystyle \scriptstyle 1,6\times 10^{9}} par cm2 dans le comté.

## Le fromage

### Description
Il se présente comme une meule plate à tranche concave. Les meules pèsent de 20 à 70 kg et mesurent de 35 à 75 cm de diamètre pour 11 à 16 cm de hauteur.
La croûte est lisse, car régulièrement frottée, propre et solide, de couleur jaune orangé.
À l'intérieur, la couleur est ivoire à jaune pâle, de texture lisse et ferme ; comme pour le comté, le fromage d'été est généralement plus coloré que le fromage d'hiver. Comme tous les fromages de type gruyère, la pâte peut présenter de fines lainures ainsi que quelques petits trous (yeux de perdrix).

### Composition
Le beaufort doit comporter un minimum 48 % « de matière grasse après complète dessiccation » et 61 % de matière sèche.

### Conditionnement

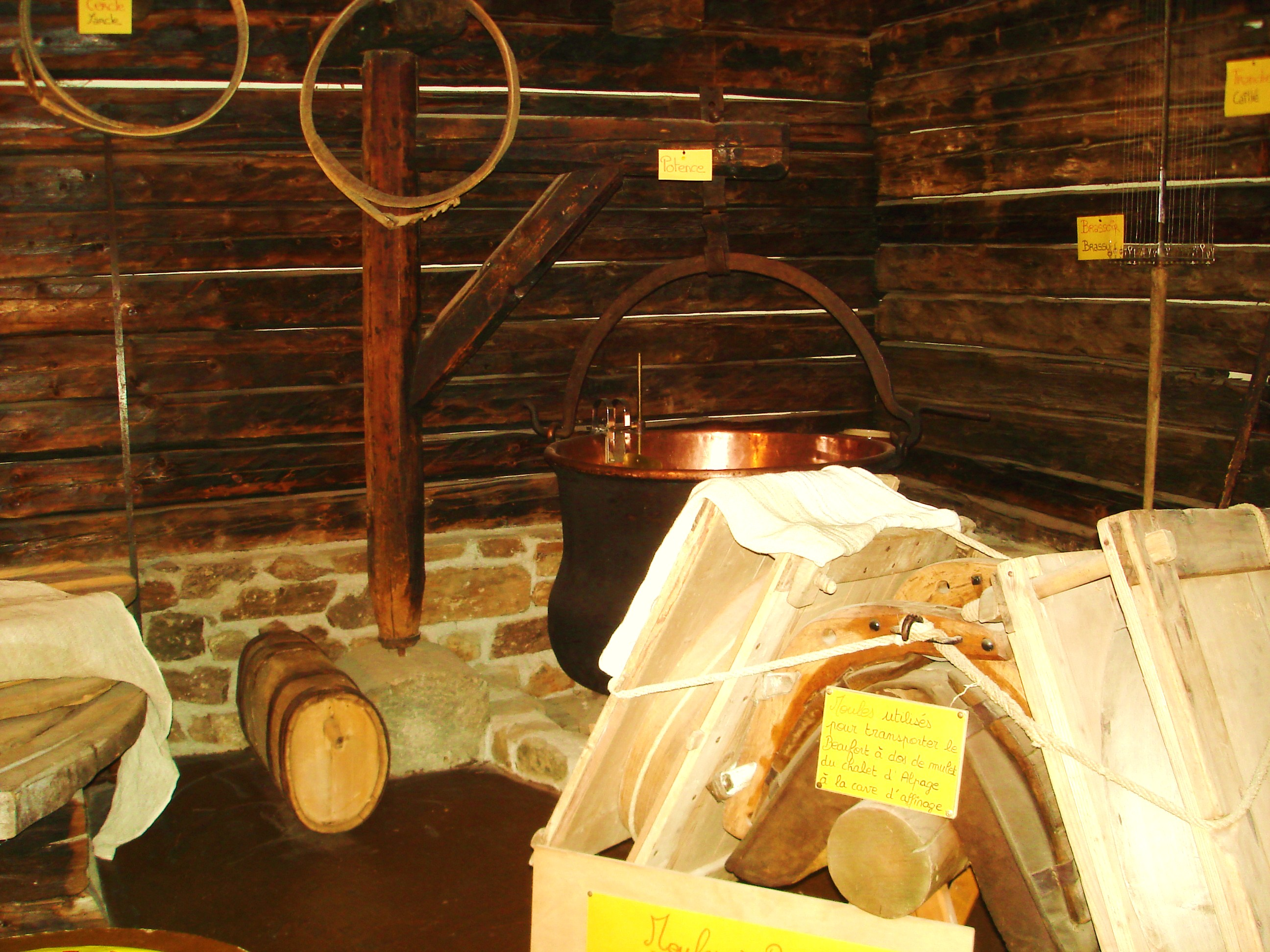
Matériel ancien de chalet d'alpage (musée de Beaufort-sur-Doron).

Le beaufort est vendu en meules entières ou découpées. Les morceaux peuvent être démorgés (on enlève la morge pour ne vendre que la partie consommable) mais chaque morceau doit comporter une partie de bordure concave, marque de son origine. Le beaufort râpé ne peut plus prétendre à porter le nom.
Le paquet emballé doit comporter le nom « appellation d'origine contrôlée beaufort », le nom du fabricant ou de sa marque et la mention facultative « beaufort chalet d'alpage » ou « beaufort d'été ».

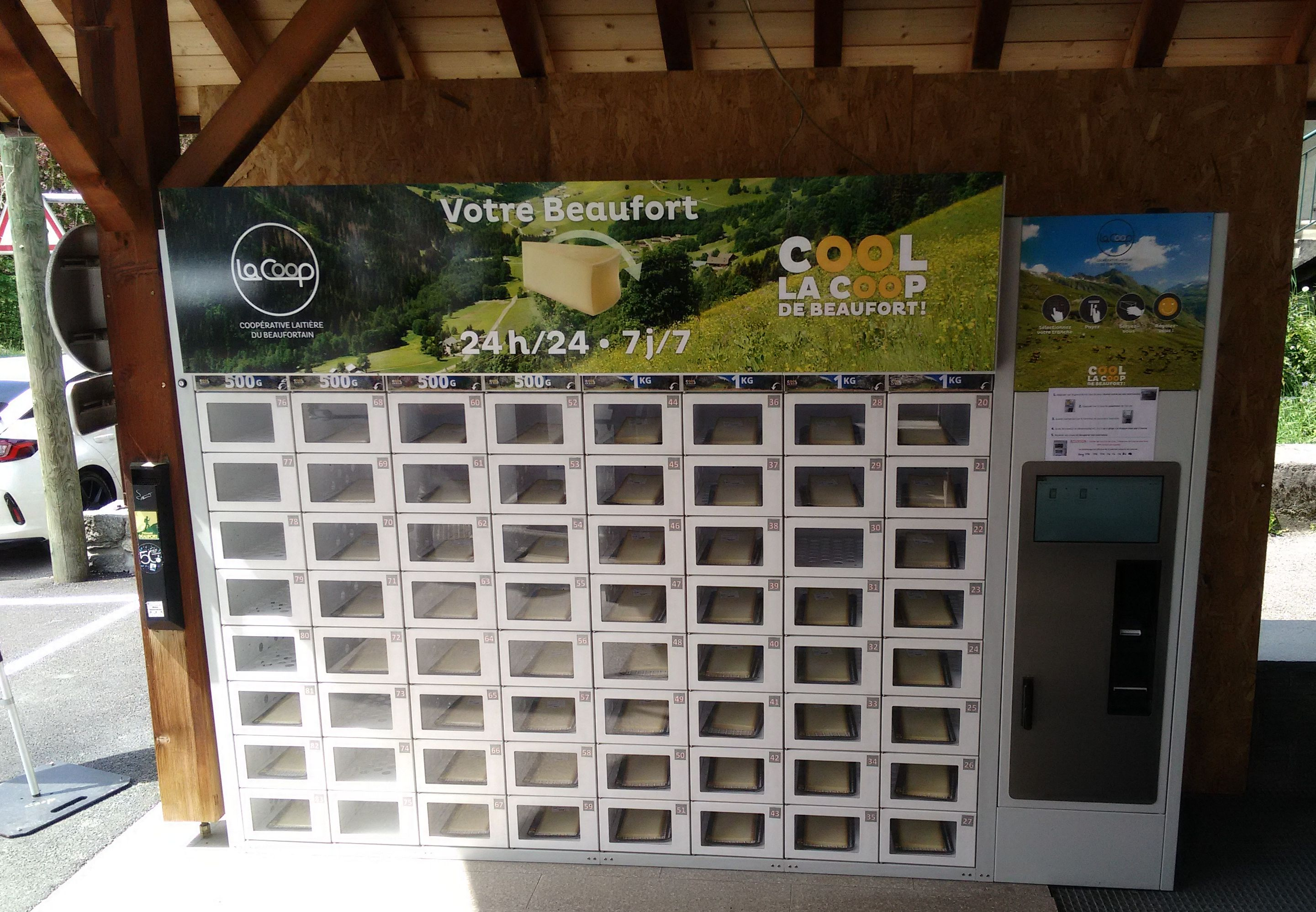
Distributeur automatique de Beaufort de la coopérative laitière du Beaufortin à Beaufort-sur-Doron.

Le beaufort fabriqué entre le 1er juin et le 30 octobre peut effectivement être commercialisé sous la mention beaufort d'été. Il est fabriqué à partir de lait produit dans les alpages, et redescendu dans les vallées pour être transformé par des ateliers répartis dans les vallées de la zone d'AOC.
Il se déguste de préférence au cours de l'hiver, après 5 mois à 1 an d'affinage.
Le beaufort fabriqué deux fois par jour dans un atelier d'altitude proche du troupeau peut être commercialisé sous la mention « beaufort chalet d'alpage ». Il répond aussi à la dénomination « fromage fermier ».

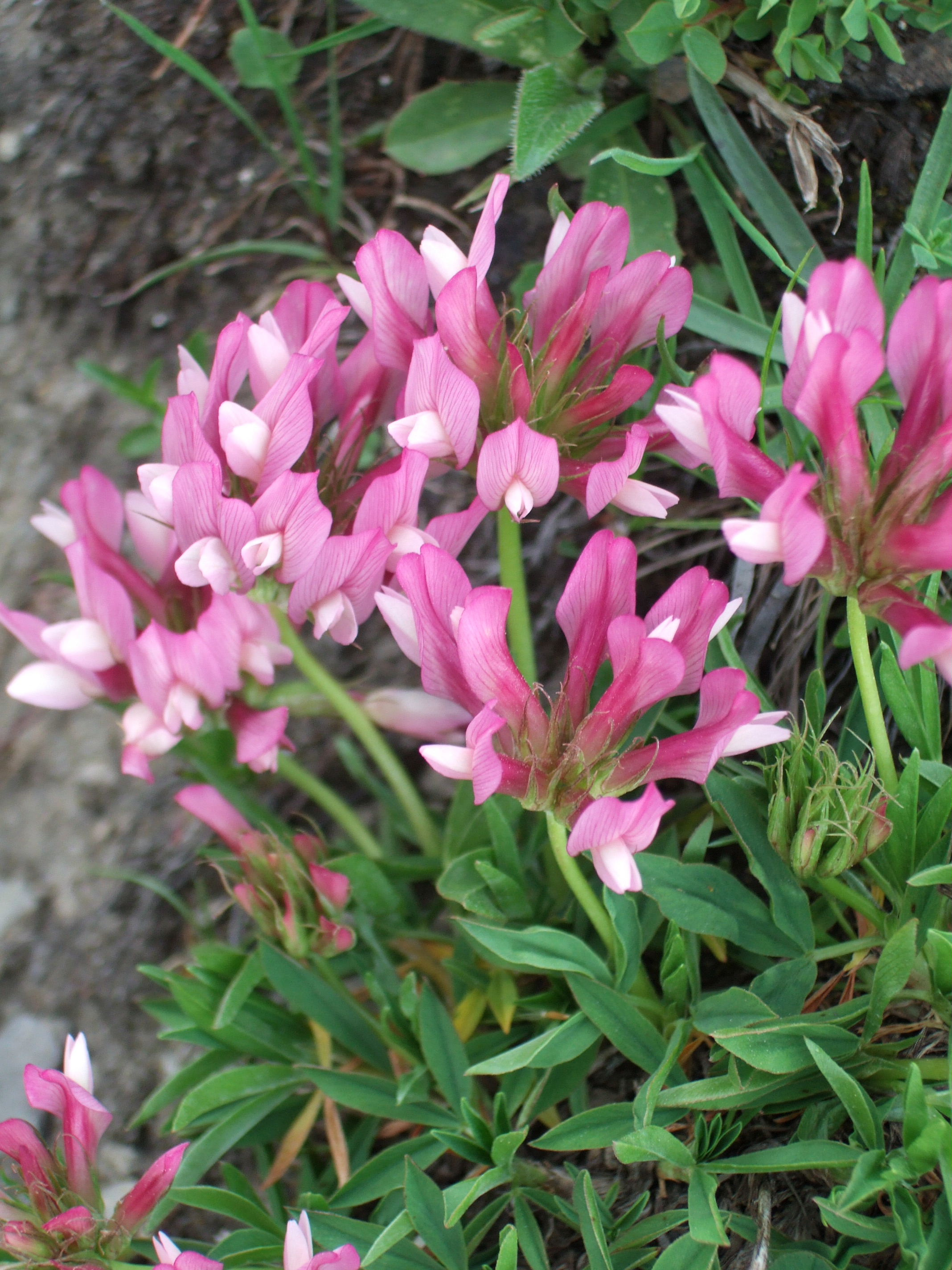
Le trèfle alpin, un facteur de qualité pour le fromage.

 Les beauforts d'alpages sont fabriqués exclusivement en été, immédiatement après la traite (soit 2 fabrications par jour). Ils sont élaborés exclusivement avec du lait encore chaud, bien sûr cru et entier, ne provenant que d'un seul et unique troupeau. La fabrication se fait dans le chalet d'alpage obligatoirement situé au-dessus de 1 500 mètres, quand les vaches paissent en montagne. La rapidité du travail préserve une partie des éléments aromatiques issus de la très riche flore alpine. Le beaufort d'alpage se distingue des beauforts d'été produits dans les ateliers permanents par la présence sur son talon concave d'une plaque de caséine rouge (et carrée) située à l'opposé du label bleu (ovale) caractéristique du beaufort. Ces labels (ou plaques de caséine) sont distribués par l'INAO et certifient le respect des règles de production de l'AOC beaufort. Rareté et qualité justifient son prix. Il peut être dégusté toute l'année à partir de 5 mois d'affinage et jusqu'à 15 mois.
Une étude de l'INRA a cherché l'influence de la flore alpestre sur les arômes du fromage. Les fromages les plus aromatiques et épicés proviennent en majorité d'alpage riche en trèfle alpin.
Le reste de la production est parfois appelé « beaufort d'hiver », souvent sans mention autre que « beaufort ». Ce beaufort est fabriqué avec le lait des vaches revenues des alpages (démontagnées) pour passer la période hivernale dans les étables des vallées. Les arômes de ce fromage sont un peu moins prononcés que ceux du beaufort d'alpage ou d'été, avec une pâte plus claire, particularité due à la moindre richesse du lait en raison de l'alimentation des vaches constituée essentiellement de foin en hiver. Il est utilisé traditionnellement pour la fondue savoyarde.

## Consommation

### Découpe
Le fromage est généralement vendu à la coupe ou en libre-service sous plastique. La meule est découpée en quartiers très fins. L'idéal est de retrouver une portion du talon concave, véritable signe de reconnaissance. Si les quartiers sont trop lourds pour la quantité désirée, ils peuvent alors être séparés en deux dans l'épaisseur du fromage.

### Accompagnement

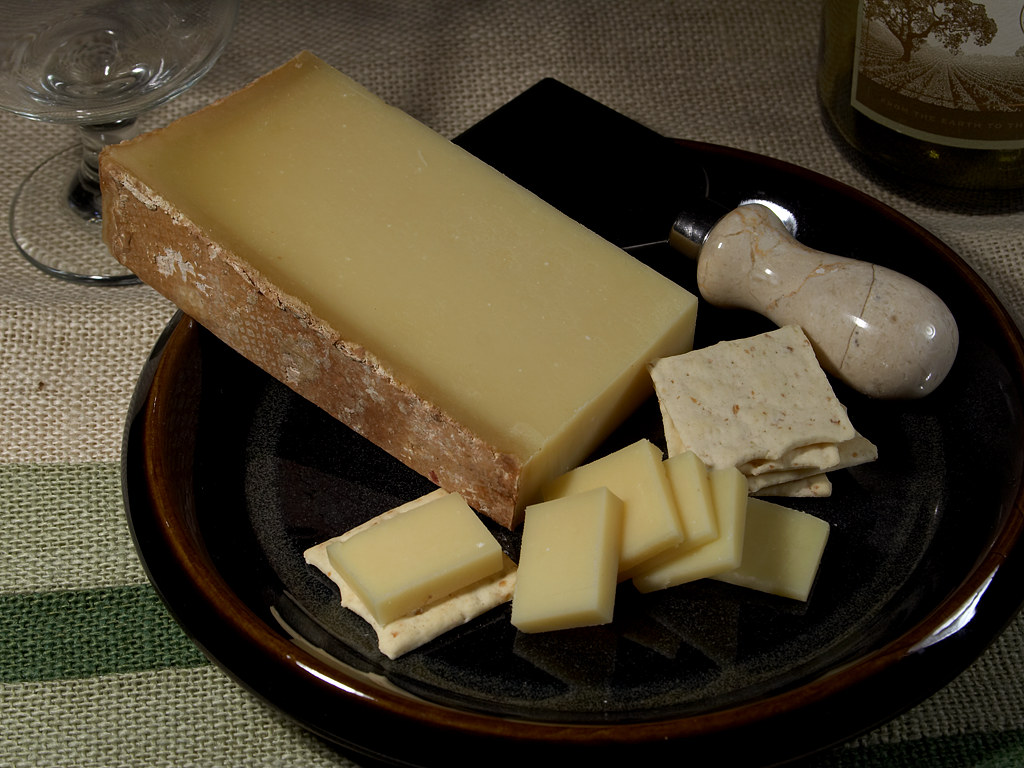
Beaufort à l'apéritif avec des crackers.

Le beaufort peut être servi en apéritif ou dans un plateau de fromage.
Pierre Casamayor affirme que les fromages pressés à pâte cuite « sont des faire-valoir des vins rouges. Chaque vigneron sait mettre sur le bord de la table quelques cubes de fromage pour flatter son vin. » Il conseille de servir avec ce fromage des vins rouge vif dont les tanins sont affinés par le gras du fromage et gagnent en rondeur : la mondeuse de Savoie joue la carte régionale quand le madiran ou le bourgogne jouent un relatif exotisme. Les vins blancs de Bourgogne, (de la Côte chalonnaise ou du Maconnais) gagnent en arômes, tandis que les vins régionaux de Savoie conviennent dans un contexte touristique où la proximité géographique prime souvent.

### Usage en cuisine
Le beaufort se râpe mal, et en cuisine il se découpe donc en fines lamelles.
Il participe à la gastronomie régionale dans la fondue savoyarde, le gratin aux crozets ou de semoule, et bien sûr la Polenta. Bien évidemment, il peut remplacer emmental ou parmesan dans toutes les recettes nécessitant du fromage fondu : pâtes, gratins, risotto… Coupé en copeaux ou en cubes, il donne une note salée aux salades vertes.

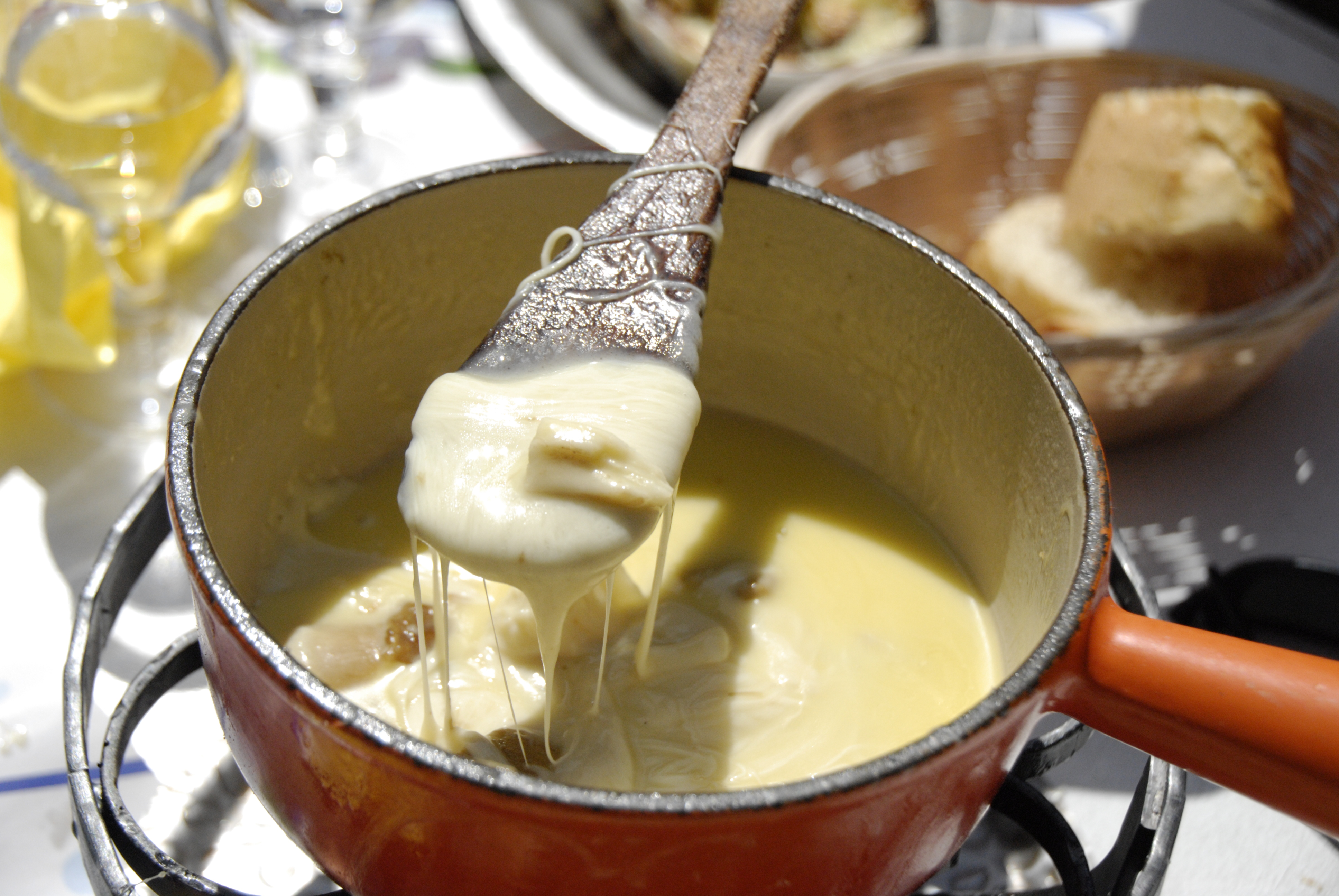
Le beaufort est l'élément incontournable de la fondue savoyarde.
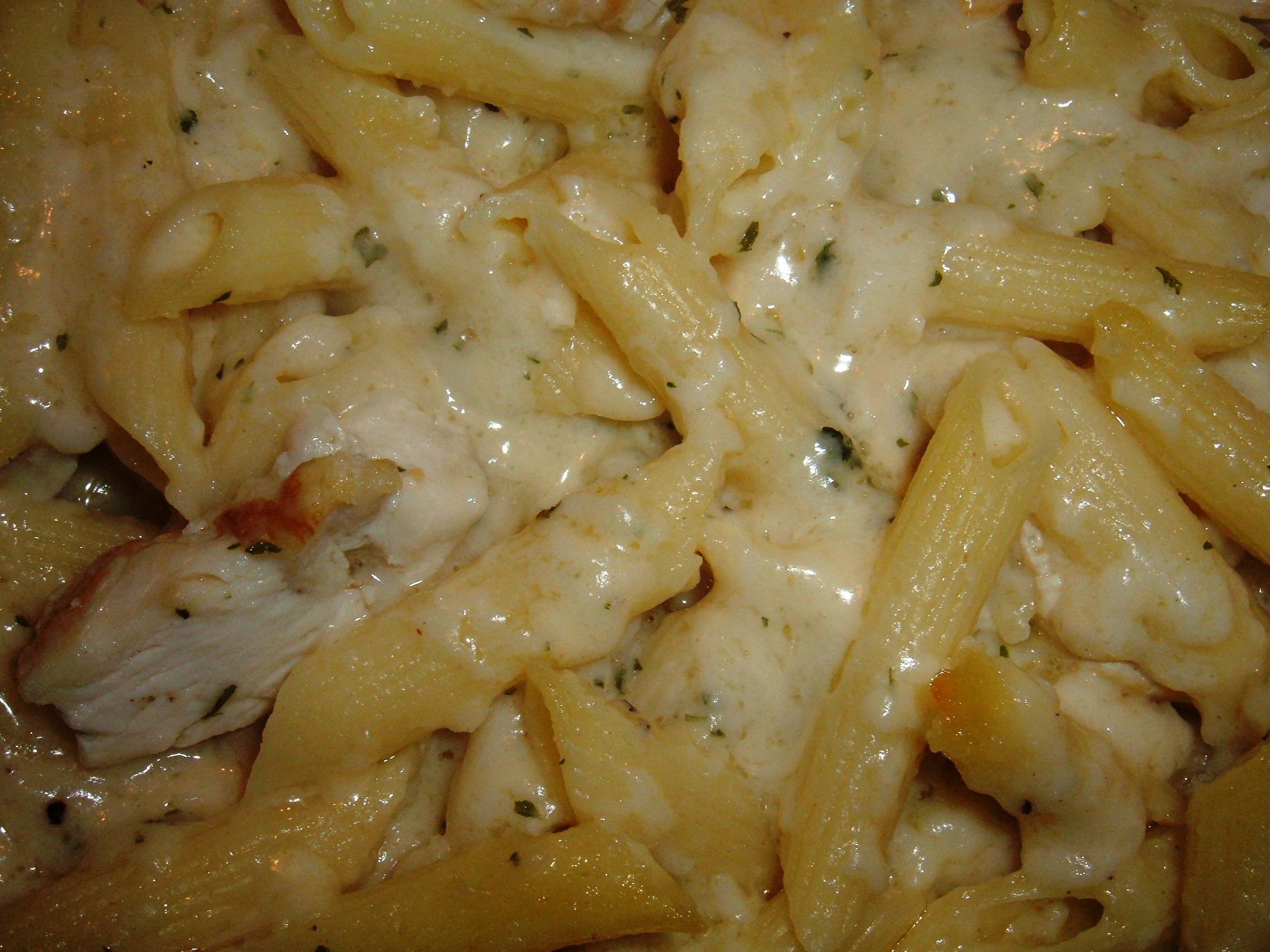
Pâtes au fromage fondu.
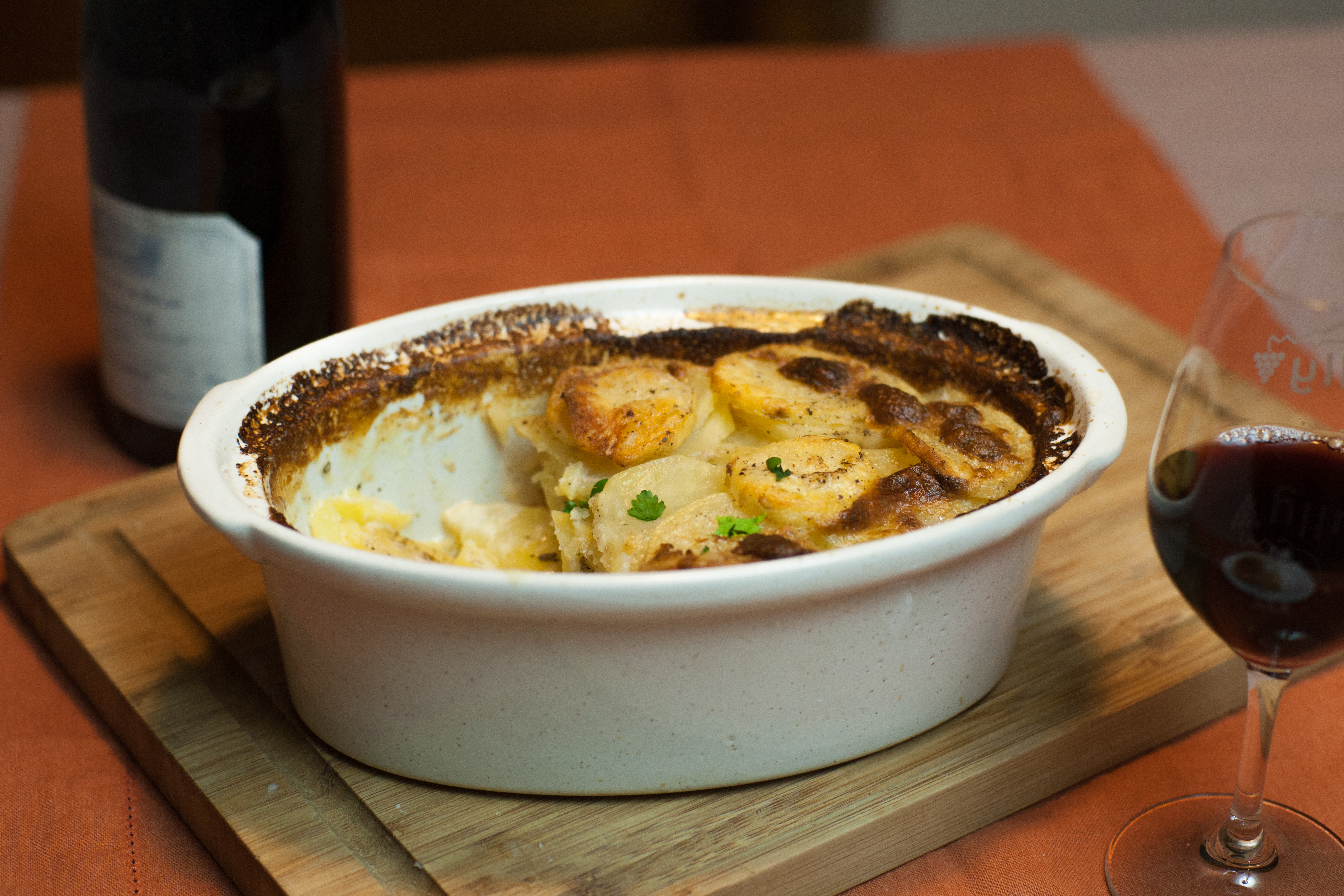
Gratin savoyard, un plat qui sied bien au beaufort.
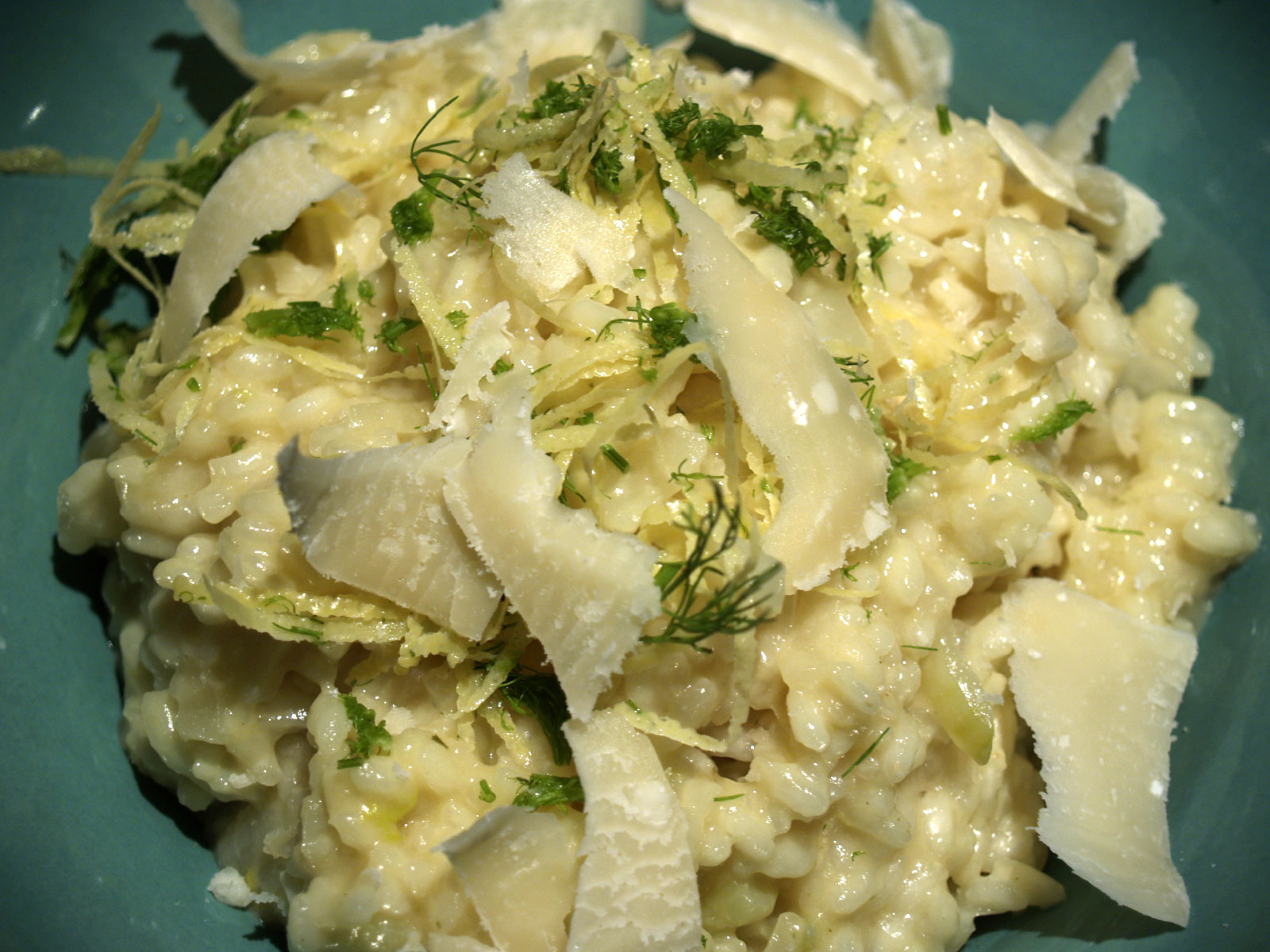
Dans le risotto, le beaufort peut remplacer le parmesan.

## Chiffres de fabrication

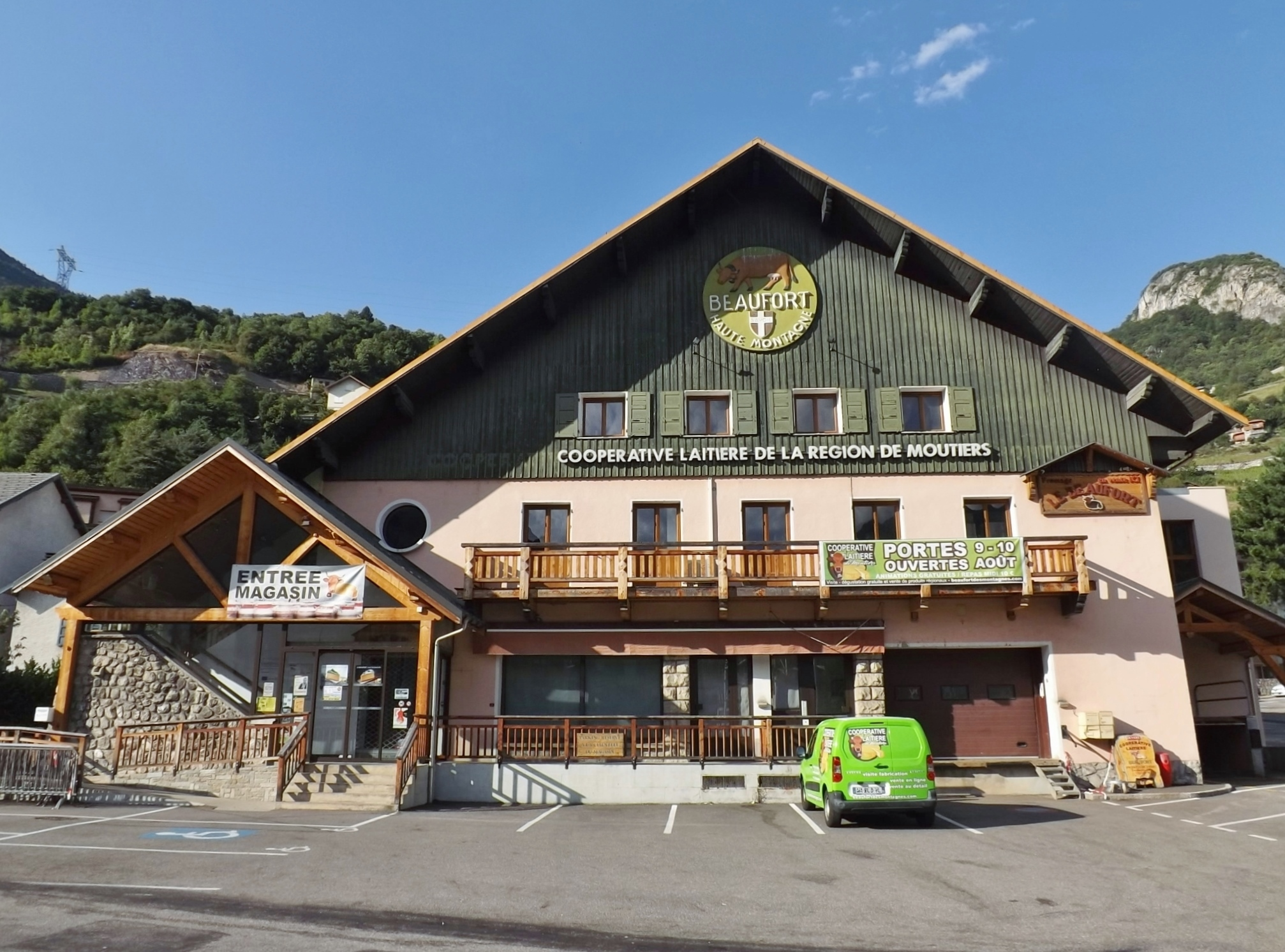
La coopérative laitière de la région de Moûtiers, un des lieux de transformation du lait en beaufort.

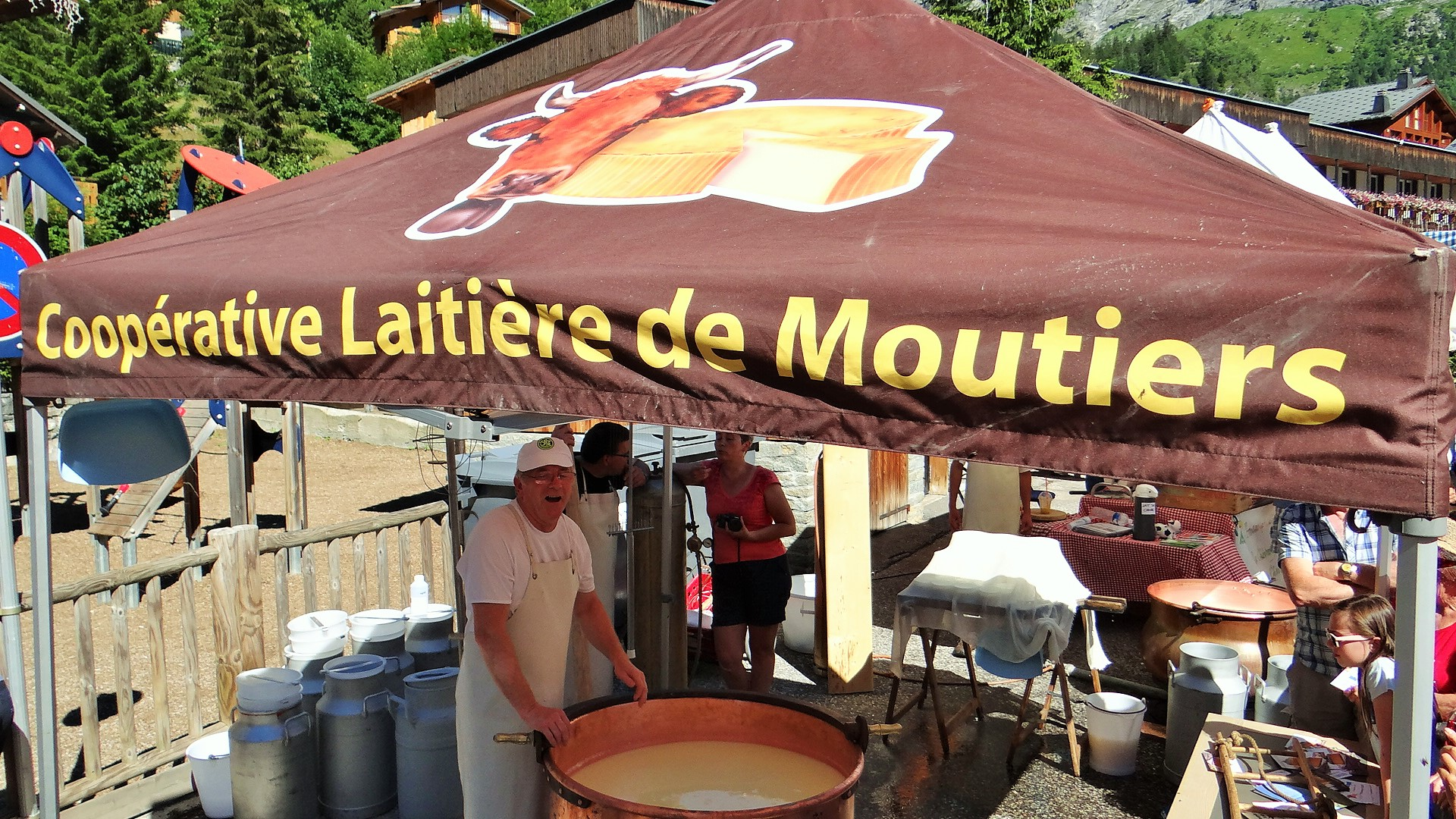
Fabrication traditionnelle du beaufort lors de la fête de l'Alpe et des Guides 2016 de Pralognan-la-Vanoise.

La fabrication de 2005 fut de 4 000 tonnes. 625 éleveurs ont produit le lait, 45 transformateurs ont fabriqué le fromage (28 producteurs-transformateurs fermiers, 14 coopératives agricoles et 3 industriels) et 47 affineurs.
La fabrication de 2007 fut de 4 330 tonnes, soit environ 108 000 meules de fromage. Elle a été réalisée dans 7 coopératives agricoles permanentes représentant 71 % du chiffre de transformation, 29 producteurs-transformateurs fermiers et 2 industriels. La filière concernait aussi deux coopératives d'affinage, six groupements pastoraux de gestion collective des pâturages. Le lait a été collecté dans 520 fermes produisant en moyenne 80 tonnes de lait par an (à comparer aux 200 tonnes de la production moyenne française) avec 11 000 vaches.
En 2023, 7% des 5029 tonnes produites sont catégorisées en qualité "chalet d'alpage".
|                                    | 2006  | 2014  | 2015  | 2016  | ... | 2023 |
| ---------------------------------- | ----- | ----- | ----- | ----- | --- | ---- |
| Tonnage total commercialisé en AOC | 4 320 | 5 004 | 5 050 | 5 340 | ... | 5029 |

En 2024, les sept coopératives savoyardes représentent 83% de la production totale. Un seul groupe industriel, Sodiaal, possède une unité de production et détient 10% du marché.  Cette structure coopérative permet de rémunérer les éleveurs de vaches laitières bien au-dessus des prix moyens du marché, jusqu'au double du prix de lait de gros habituel. L'un d'entre eux a ainsi été rémunéré 1000 euros la tonne en 2023. Ceci compense des coûts de revient bien plus élevés, liés aux contraintes montagnardes.

## Folklore autour du fromage
Une fête du beaufort est organisée au col des Saisies. Cette fête est centrée sur le fromage roi de cette vallée du Beaufortain ; elle comporte la bénédiction du troupeau, une démonstration de fabrication de fromage, mais aussi une course d'ânes, un concert, un repas régional…
Le beaufort participe aussi à la fête annuelle des fromages du pays de Savoie Cette manifestation, qui inclut la dégustation et la vente de fromage, donne aussi lieu à des activités ludiques multiples destinées aux adultes et aux enfants (traite de vaches, exposition, visite de lieux touristiques, etc.). C'est une fête tournante car chaque année, le lieu de la manifestation change : Beaufort-sur-Doron en 2005, Thônes en 2006, Yenne en 2007, Semnoz près d'Annecy en 2008, Abondance en 2009, Minzier en 2010, La Chambre en 2011, Bellevaux en 2012, et Les Saisies en 2013.
Des manifestations sont aussi organisées dans de nombreuses communes lors de la montée à l'alpage. Les vaches sont munies de leur clarine (cloche dont chacune a une sonorité particulière) et décorées de colliers de fleurs.